# José Batlle y Ordóñez
José Pablo Torcuato Batlle y Ordóñez (Montevideo, 21 de mayo de 1856-Montevideo, 20 de octubre de 1929) fue un político, estadista reformador y periodista uruguayo, perteneciente al Partido Colorado, que ejerció como 19.º y 21.er presidente constitucional de Uruguay (1903-1907 y 1911-1915). En su adultez fue también conocido como «Don Pepe Batlle» o «Don Pepe»,
Es el iniciador de la corriente política uruguaya del batllismoy el segundo de los cuatro presidentes uruguayos pertenecientes a la familia Batlle, siendo hijo de Lorenzo Batlle (1868-1872), tío de Luis Batlle Berres (1947-1951) y tío abuelo de Jorge Batlle (2000-2005).
Fue el fundador y primer director del periódico El Día.

## Primeros años

### Juventud y familia
José Pablo Torcuato nació el 21 de mayo del año 1856, en la quinta de su padre ubicada en el actual barrio de La Aguada, Montevideo, en las actuales calles Yaguarón y Lima.
Era hijo del general Lorenzo Batlle y Grau, un militar y político uruguayo de larga trayectoria perteneciente al Partido Colorado y de ascendencia catalana, que sirvió como el 8.º presidente constitucional de Uruguay, y de Amalia Ordóñez Duval.

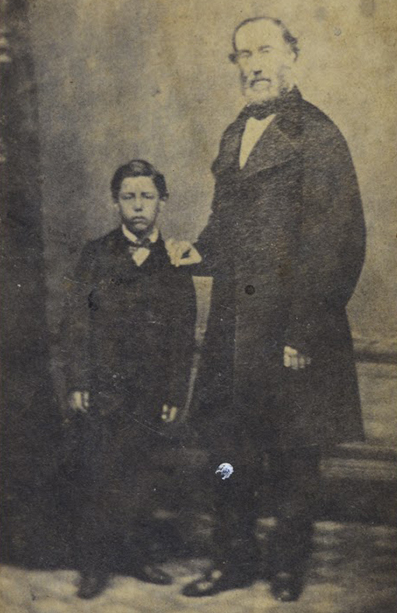
Un joven Batlle y Ordóñez junto a su padre, Lorenzo Batlle, también presidente de la República Oriental del Uruguay.

Por parte de su madre, la abuela materna de Batlle era medio hermana del militar Bernabé Rivera, el sobrino del 1.er presidente constitucional de Uruguay, Fructuoso Rivera. Además, su bisabuela estaba emparentada con el célebre colonizador español Hernando Arias de Saavedra, más conocido como «Hernandarias», introductor de la ganadería en el Uruguay en la segunda década del siglo XVII.
Tuvo un hermano, el también periodista Luis Batlle y Ordóñez, que falleció tempranamente en 1908 a la edad de 46 años. El hijo de este sería Luis Batlle Berres, importante político colorado de mediados del siglo XX que serviría como 30.º presidente constitucional de Uruguay entre 1947 y 1951.El hijo de Luis Batlle Berres, Jorge Batlle, serviría como el 38.º presidente constitucional de Uruguay entre el año 2000 y el 2005.
Su educación temprana, como era habitual en la época, fue encargada a un maestro particular, Pereira Núñez. Luego pasó a colegios particulares de inspiración británica, como el Mr. Beard y más tarde Mr. Adams. Concurrió posteriormente al colegio de los Padres Escolapios para realizar sus estudios preparatorios para la Universidad, a la que ingresó a estudiar la carrera de Derecho, con 17 años.
Como estudiante de Derecho de la Universidad de la República, no se caracterizó por su aplicación a la carrera, vislumbrando con mayor pasión otras aficiones. Terminó abandonando la carrera faltándole sólo tres exámenes para culminarla, en beneficio de poder estudiar libremente otros intereses personales como la filosofía, la astronomía, la oratoria y, finalmente, dedicarse a la actividad política y al periodismo.

### Batlle como joven intelectual y su concepción religiosa
El joven «Pepe» Batlle frecuentaba el Club Universitario, que a partir de 1877 se transformaría en el Ateneo de Montevideo, el centro intelectual de Montevideo en aquel momento. Participando usualmente en la sección de filosofía del Ateneo.
Hasta los veinte años, y en gran medida por su formación familiar, Batlle manifestaba un catolicismo notorio. Sin embargo, a partir de esa edad, comienza a ser crítico con las religiones positivas y sus dogmas, principalmente con sus instituciones y sus miembros. Por esa época comenzó a considerar a la religión católica como algo «absurdo y grotesco», pero no por eso se dejó de relacionar con jóvenes del Club Católico.
Abrazó una concepción racionalista espiritualista, elaborando una idea de Dios que llevó al lenguaje de la poesía, como se reflejó en dos poemas publicados en el diario La Razón, titulados «Mi religión» y «Cómo se adora a Dios».Esta concepción religiosa de carácter deísta, que sostuvo durante el resto de su vida, fue muy influenciada por su amigo, también compañero del Ateneo, el escritor Prudencio Vázquez y Vega.Además, es muy recordado como Batlle, en publicaciones periodísticas, comenzó a escribir «dios» con minúscula.
Vázquez y Vega también introdujo a Batlle en el krausismo político, un pensamiento del cual la intelectualidad uruguaya de aquel momento adhirió a cuatro propuestas: la moral desinteresada del deber, la religión natural, el reformismo social y el liberalismo político; las cuales configuraron una visión ética y laica de la sociedad y del derecho.Batlle adoptaría en buena medida la filosofía krausista pero se separaría de Vázquez y Vega en su visión del Estado, fundamentando su concepción de la política y el rol del Estado a través de la lectura del Curso de Derecho Natural de Heinrich Ahrens, discípulo de Krause, que Batlle reconoció como una lectura guía de su vida política.

### Inicios en el periodismo y primer viaje a Europa
En el año 1879, durante el gobierno del coronel Lorenzo Latorre que no daba mucho margen para la protesta, Batlle comienza su carrera de periodista como redactor en el periódico El espíritu nuevo, en donde publicó algunos trabajos en prosa y más poesías, junto a otros redactores como Prudencio Vázquez y Vega, Anacleto Dufort y Álvarez, Francisco Soca, entre otros.Al mismo tiempo, fue vicepresidente de la sección de filosofía del Ateneo, siendo presidente su amigo Prudencio Vázquez y Vega.
Ese mismo año, con 23 años, viaja por primera vez a Europa, travesía en la que conocería París y Barcelona. Si bien primero quería ir a África a tomar parte de un recorrido científico, el mismo se suspendió, por lo que, una vez arribado a París en el mes de octubre, en el barco a vapor inglés «Cotopaxi», permaneció en esa capital.
Su estadía de dos años en la capital francesa fue fundamental para terminar de cimentar sus ideas liberales, profundizando en autores como Heinrich Ahrens y Karl Krause. En Francia estudió filosofía asistiendo a conferencias a La Sorbona y a cursos en el Colegio de Francia, además de visitar museos y concurrir a sesiones legislativas, además de realizar largos paseos por la urbe.
Durante su estadía en París, Batlle mantiene un intenso intercambio de cartas con su padre, Lorenzo, que no estaba en situación de enviarle mucho dinero. Sobre su vida durante esta etapa, Batlle y Ordóñez con 23 años escribió: «Mi viaje a París y la muerte de mi madre han sido los dos hechos más importantes de mi vida» (Amalia Ordóñez había fallecido en 1878).

### Regreso a Uruguay y relación con Matilde Pacheco
En 1881 Batlle regresa a Uruguay. Después de su regreso, Batlle comienza una relación con Matilde Pacheco Stewart. Una mujer también de origen patricio y colorado, que estaba casada con un primo de Batlle, Ruperto Michaelsson Batlle, con quien había tenido cinco hijos. Michaelsson, un especulador bursátil, había abandonado a Matilde y a sus cinco hijos en una mala situación económica. 

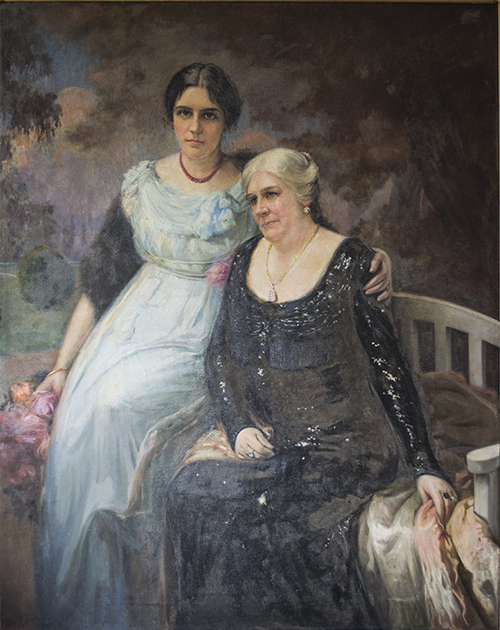
Retrato realizado por el pintor Carlos María Herrera a Matilde Pacheco (izq.) y a su hija, Ana Amalia Batlle (der.). Hacia 1913.

Matilde, que por entonces sufría de ataques de histeria, se mudó con la familia Batlle por invitación de Lorenzo Batlle. Durante la convivencia, «Pepe» Batlle y Matilde se enamoran, comenzando una relación que fue un verdadero escándalo para su época.
Recién en 1894, después de la muerte de Michaelsson en 1893, ambos se casan. Previo al matrimonio, la pareja había tenido tres hijos: César (1885), Rafael (1888) y Amalia Ana (1892), quien muere a los dieciséis meses de vida. Después de casarse tienen dos hijos más: Ana Amalia (1894) y Lorenzo (1897).
La temprana muerte de su hija Ana Amalia en 1913, a sus dieciochos años por una tuberculosis, afectó profundamente a Batlle.
En 1908, el sobrino de Batlle, Luis Batlle Berres (futuro presidente), queda huérfano, por lo que es criado en el hogar de Batlle y Ordóñez.
El matrimonio Batlle-Pacheco terminó criando once niños en la casa quinta que adquirió Batlle y Ordóñez, ubicada en Piedras Blancas, Montevideo. Cuatro hijos naturales del matrimonio, los cinco hijos que había tenido Matilde con Michaelsson, a Luis Batlle Berres y a una niña huérfana que adoptó la pareja llamada María Matilde.

### Oposición al militarismo

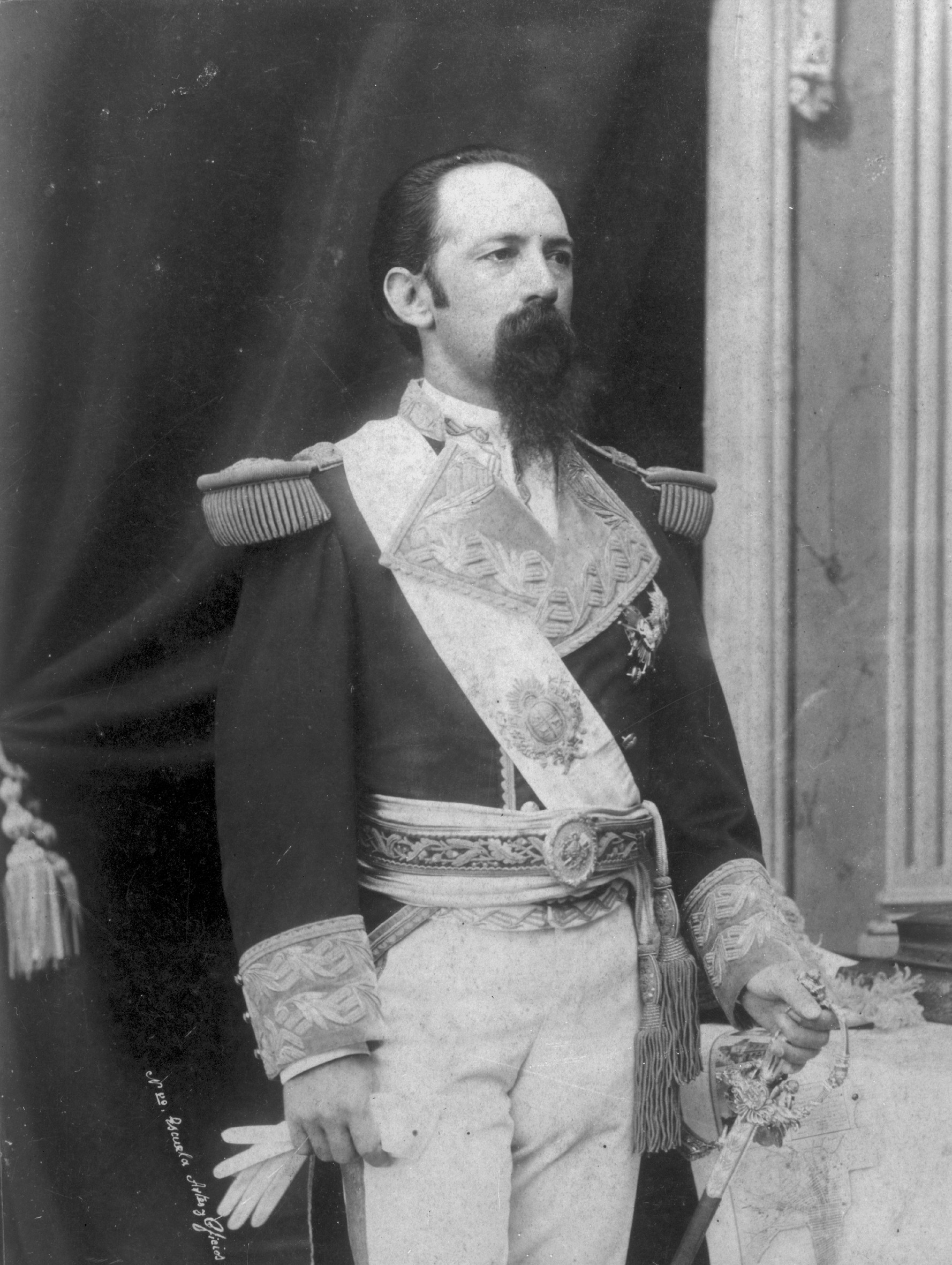
Fotografía del presidente Máximo Santos (1882-1886). Batlle se opuso tenazmente a su régimen, a través del periodismo y en el alzamiento de la Revolución del Quebracho.

A pocos días de su regreso a Uruguay en 1881, Batlle resultaría electo Presidente de la Sección de Filosofía del Ateneo y decide dedicarse plenamente al periodismo. Retorna a las páginas de La Razón de Daniel Muñoz y cierra un estudio jurídico que mantenía con Teófilo Gil.
Por el lado político, cuando Batlle regresa a Uruguay el presidente era el médico Francisco Vidal, sucesor del Coronel Lorenzo Latorre que había renunciado en marzo de 1880. En Uruguay, desde el golpe de Estado de Latorre al gobierno de Pedro Varela día 10 de marzo de 1876, había comenzado un proceso de carácter autoritario conocido por la historiografía como «el Militarismo».
Batlle fue sumamente crítico de los gobiernos del militarismo, destacándose su férrea oposición a través del periodismo. En marzo de 1882 asume la presidencia el militar Máximo Santos, por aquel momento Batlle dirige un diario llamado La Lucha, con el que lleva a cabo duras críticas con alto contenido filosófico y provocativo. En 1885 volvió a escribir en La Razón, y gracias a este periódico concurría al Teatro Solís siempre que Santos lo hacía para incomodarlo. Daniel Muñoz quiso evitar incidentes, por lo que no dio más entradas a sus periodistas, provocando un nuevo alejamiento de Batlle de este periódico.
La oposición de Batlle al gobierno de Santos no se limitó solamente al ámbito periodístico, en marzo de 1886 participa activamente en la Revolución del Quebracho, levantamiento armado dirigido contra el intento reeleccionista de Santos. Pero la insurgencia fracasa y Batlle cae preso en Palmares de Soto.Poco después, Batlle es liberado junto a otros presos del «Quebracho» por decisión de Santos.

### Fundación del diarioEl Día

Antigua sede del diario El Día. Fotografía del edificio tomada en el año 2011.

En junio de 1886, Batlle funda su propio diario, El Día. Para ello saca un préstamo personal de unos tres mil pesos (una cifra muy importante en aquel momento).El diario El Día es considerado revolucionario dentro del periodismo uruguayo, por ser el «primer diario de masas», ya que mientras los otros periódicos se vendían bajo una costosa suscripción, El Día a tres años de haberse fundado valía «un vintén» y era distribuido mediante venta callejera.
Sus vendedores callejeros fueron apodados «canillitas»; eran adolescentes de clases sociales bajas que vendían los diarios en voz alta.Además, su sede instalada en pleno centro de Montevideo se convirtió en un símbolo de la ciudad y en el primer medio masivo de comunicación, siendo recordada la sirena que sonaba cada vez que se producía una noticia importante.

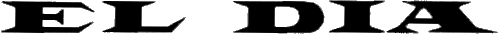
Antiguo logo del diario El Día.

El diario fue usado por Batlle para comunicar su pensamiento político, contestar a sus rivales, defender sus ideas y criticar a los gobiernos del militarismo. En esta primera etapa, desde sus páginas Batlle llamaba a Santos «El César uruguayo» y, finalmente, tras quejas del embajador de Italia por un artículo publicado, Batlle vuelve a la cárcel, siendo confinado en el Cabildo de Montevideo. Después de ser liberado, sale del país por un breve período de tiempo, pero regresa después de la caída de Santos, en noviembre de 1886.

## Trayectoria política

### Inicios en la administración pública

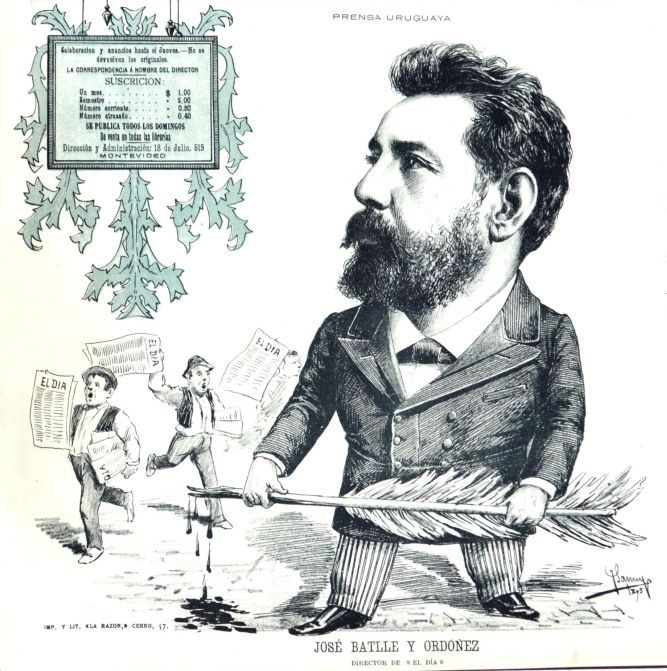
Caricatura de José Batlle y Ordóñez como director del diario El Día, realizada por Juan Sanuy en 1895.

En 1886, el presidente Máximo Santos, después de sufrir un intento de asesinato que casi le cuesta la vida, crea un «gabinete de conciliación» y poco después se retira del cargo. Es electo como presidente el también militar Máximo Tajes, cuyo gobierno daría inicio a un proceso de transición en los que se restablecería la libertad de prensa y política, creando el clima que permitiría el resurgir de los partidos al panorama político después de años de «militarismo».
En este contexto, Batlle consigue su primer cargo público. En mayo de 1887 es nombrado por Tajes como jefe político del departamento de Minas (actual departamento de Lavalleja). Sin embargo, ocuparía el cargo por pocos meses, ya que empieza a trabajar para su postulación a la diputación.
El diario El Día, que había cesado sus ediciones, regresaría en 1889 apoyando la candidatura presidencial del líder político del Partido Colorado en aquel momento, Julio Herrera y Obes. Finalmente, Batlle es electo como diputado por el departamento de Salto, asumiendo en 1890, mismo año en el que Herrera y Obes asume la presidencia de la República.

### Oposición al «Colectivismo»

#### Presidencia de Julio Herrera y Obes
A pesar de su apoyo inicial, Batlle se fue distanciando de la figura de Julio Herrera y Obes por fuertes discrepancias al respecto de su forma de gobernar. El gobierno de Julio Herrera y Obes se caracterizó por mantener una organización interna elitista, con fuerte predominio del Presidente y de su círculo de confianza, a diferencia de Batlle que pregonaba una estructura con más participación de las bases del partido organizadas en clubes con creciente cobertura territorial.

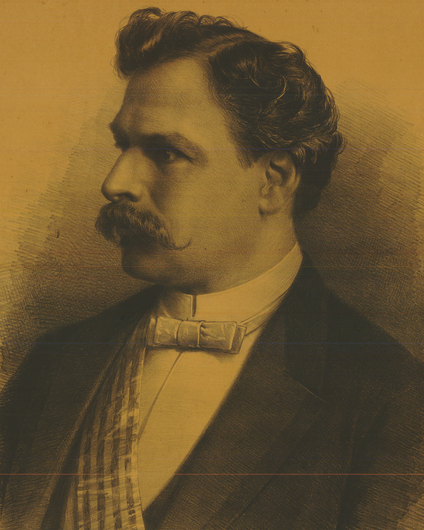
Julio Herrera y Obes, abogado y político colorado. Presidente constitucional del Uruguay entre 1890 y 1894.

Los miembros del gobierno de Herrera y Obes, que eran múltiples y connotados miembros de la élite social, económica e intelectual, pertenecientes al Partido Colorado o no, recibió el nombre de «Colectividad» por parte de la oposición. Por lo que aquellos identificados con el oficialismo recibieron el nombre de «colectivistas».
Batlle fue un gran detractor dentro del Partido Colorado del gobierno de Herrera y Obes. Se opuso a la entrega de cargos de confianza a figuras cercanas a Santos (como Ángel Brian que fue designado como secretario de presidencia), a la estructura elitista de la «Colectividad» y al concepto denominado por Herrera y Obes como «influencia directriz»: que el presidente tuviera el poder de formar listas del oficialismo con los nombres que creía mejores, sin consultar a la Convención partidaria.
Batlle reclamó el fin de la influencia directriz y la necesidad de cambios en la organización del partido. Esto se vio plasmado en el año 1892, cuando en una asamblea partidaria en el teatro Politeama esbozó su idea de cómo debía de ser la estructura del Partido Colorado: de abajo hacia arriba, con los clubes seccionales dependiendo de una comisión directiva departamental que, a su vez, estaría sujeta a una Comisión Directiva Central. Consideró que en el club político estaría la base de la acción de gobierno, y no en minorías ilustradas. Pero manteniendo como máximo órgano a la Convención.

#### Presidencia de Juan Idiarte Borda
Terminado el período presidencial de Herrera y Obes (1890-1894). A la Asamblea General le correspondía elegir a un nuevo Presidente, tras varios días de debates y votaciones, resultó electo el 21 de marzo de 1894 Juan Idiarte Borda, postulación que Batlle no apoyó y fue un acérrimo opositor de su gestión.

Fotografía de John Fitz-Patrick poco antes del atentado que acabaría con la vida del Presidente Juan Idiarte Borda. Único magnicidio en la historia de Uruguay.

Idiarte Borda continuó con el legado «colectivista» de su antecesor, pero demostró poca habilidad política para la maniobra y el acuerdo, logrando radicalizar la oposición de algunas sectores del Partido Nacional. Desde la prensa, el escritor blanco Eduardo Acevedo Díaz criticó duramente al gobierno y llamó a los blancos a la revolución. Finalmente, en 1897, el caudillo Aparicio Saravia comenzó el levantamiento armado de la Revolución de 1897, primera revolución liderada por este caudillo blanco.
El conflicto se extendió entre marzo y agosto de 1897. Durante ese período el presidente Idiarte Borda fue perdiendo apoyos dentro de su partido y en el conjunto de la sociedad. Durante dicha contienda se desató una áspera polémica en torno al presidente, pues se le acusaba de permitir e incluso favorecer el fraude electoral, según el antecedente de Julio Herrera y Obes. José Batlle y Ordóñez, le realizó una firme y severa acusación, donde lo califica como «el más grande manipulador de todos los escandalosos fraudes que en este período se han cometido».[cita requerida]
En este clima de gran crispación política, el 25 de agosto de 1897, culminado el Te Deum en la Catedral de Montevideo que con motivo del aniversario de la Independencia de Uruguay se realizaba año a año, Juan Idiarte Borda se dispuso a atravesar caminando la plaza Matriz, momento en el que fue asesinado por Avelino Arredondo. Algunas personas de la época acusaron a Batlle de haber instigado el asesinato del presidente Idiarte Borda por motivos políticos.

### Gobierno de Juan Lindolfo Cuestas

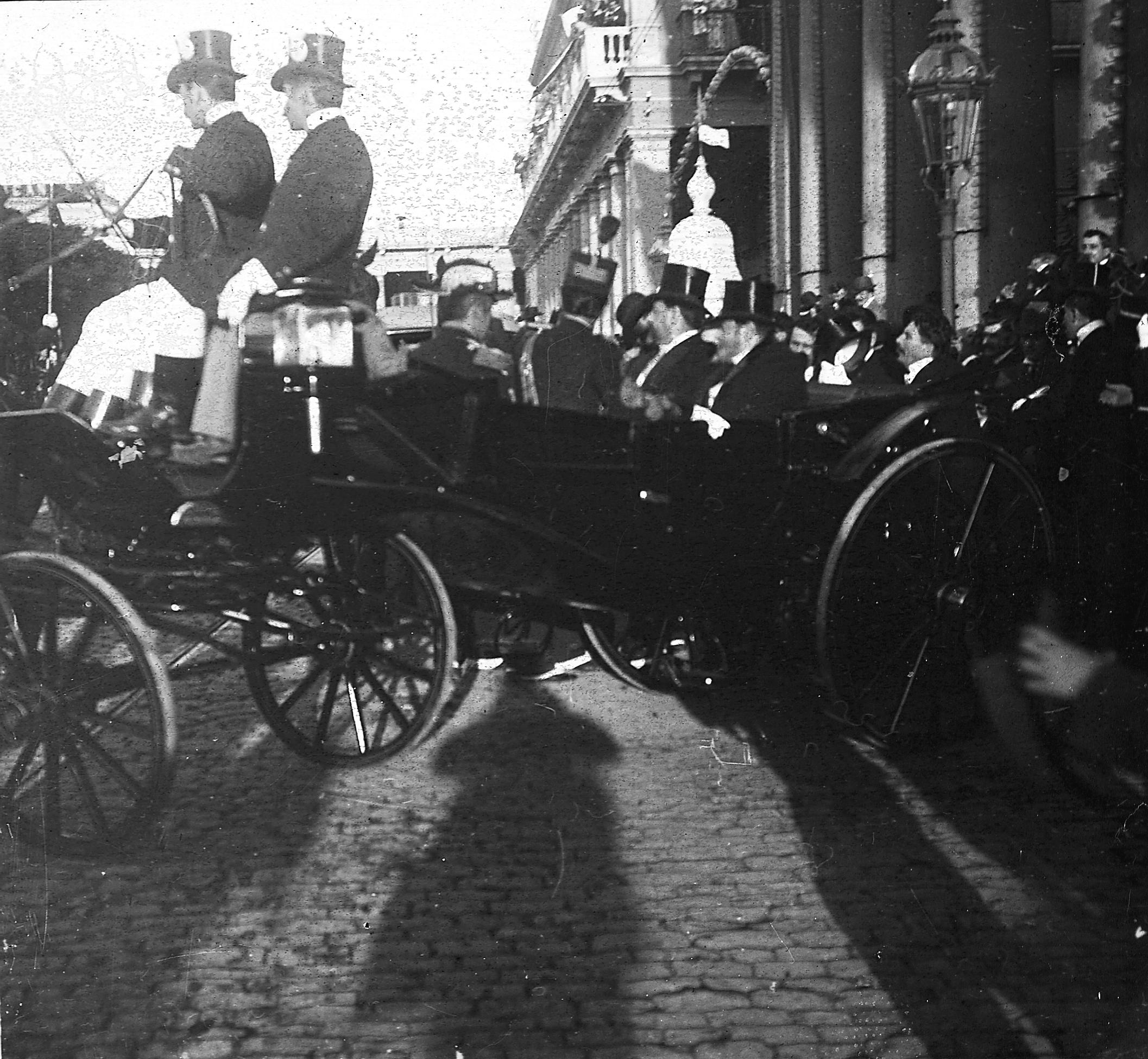
Fotografía de Batlle y Cuestas en un carruaje con el Palacio Estévez de fondo.

Ante la muerte del presidente Idiarte Borda, el Poder Ejecutivo pasa a ser presidido interinamente por el presidente del Senado, Juan Lindolfo Cuestas. Cuestas inmediatamente impulsó las negociaciones con el bando sublevado, que se cristalizaron el 18 de septiembre de 1897 en el Pacto de la Cruz. Este pacto no solo puso fin al conflicto armado, sino que el Poder Ejecutivo se comprometió a fomentar una reforma electoral y, de forma más inmediata, se aumentó la «coparticipación política», acordándose verbalmente que ahora seis jefaturas departamentales pasarían a ser adjudicadas a los blancos. Esto significó el establecimiento de una realidad gubernativa de «doble gobierno», entre Cuestas como presidente y Saravia como caudillo.
En 1898, ante la inminencia de los comicios con una Asamblea General dominada por los sectores «colectivistas», el 10 de febrero Cuestas da un golpe de Estado, apoyado por Batlle y sus partidarios, los blancos y el Partido Constitucional. El parlamento fue brevemente sustituido por un Consejo de Estado de 68 miembros, del que fue parte Batlle.
En ese mismo año, Batlle fue electo senador por Montevideo, asumiendo en febrero de 1899 dicho cargo y también como Presidente del Senado. Por presidir la Cámara Alta de la República le tocó servir interinamente como Presidente entre el 5 de febrero de 1899 y el 1 de marzo de ese mismo año, período de tiempo que va desde que Cuestas deja la presidencia de facto hasta que es electo de forma constitucional por la Asamblea General.
Como senador se fue perfilando durante este período como el hombre indicado para ocupar el sillón presidencial, mientras que paulatinamente se fue alejando también de la figura de Cuestas.

## Primera presidencia (1903-1907)

### Elección como presidente de la República

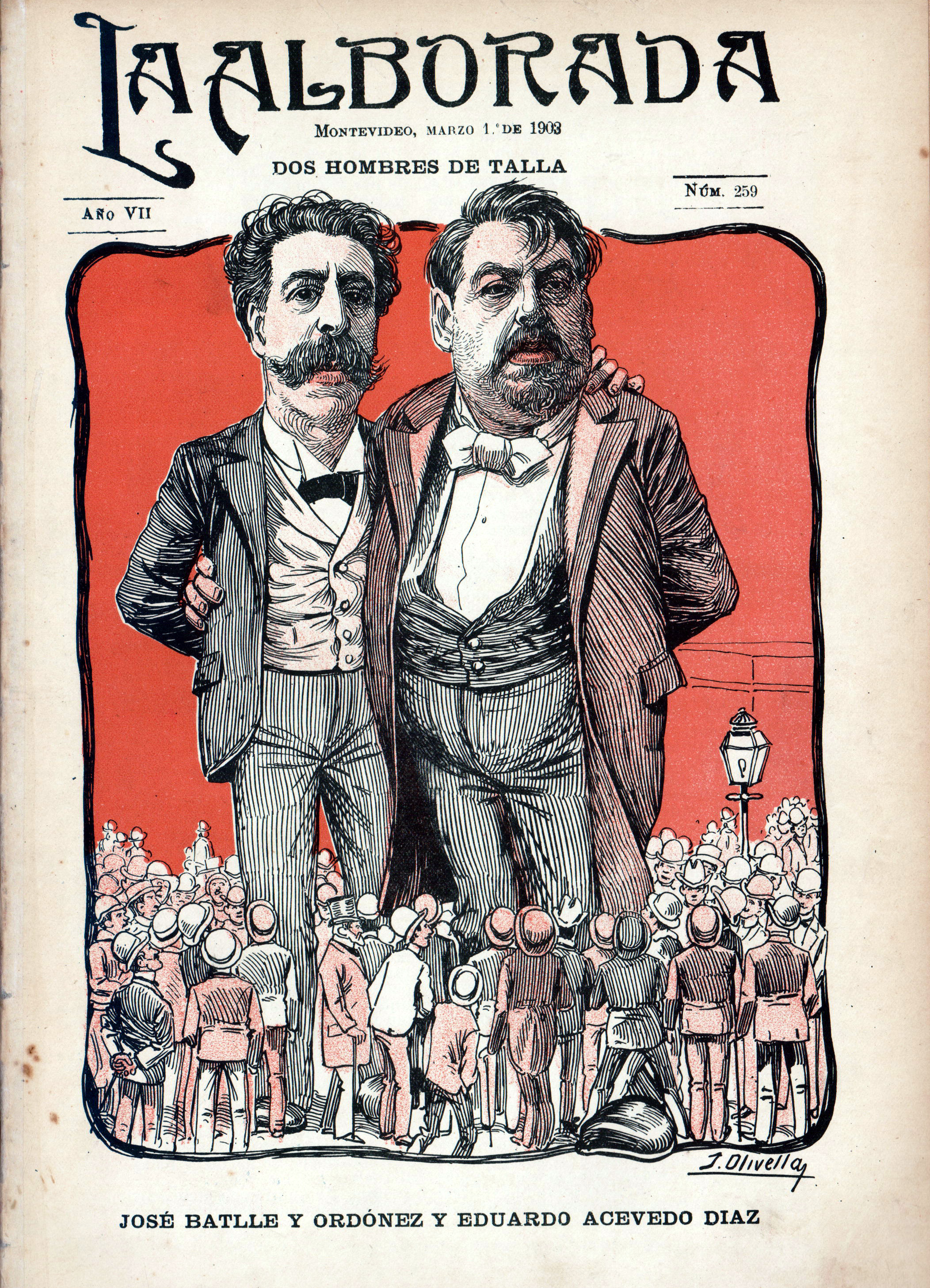
Caricatura representando como Eduardo Acevedo Díaz apoyó con votos en la Asamblea General para que Batlle sea presidente.

Después del Pacto de la Cruz de septiembre de 1897 en Uruguay se había establecido una realidad política de «doble gobierno», la verbalmente pactada «coparticipación política» de ambos partidos tradicionales, blanco y colorado, llevaba a que trece departamentos acataran las órdenes del presidente de la República, mientras que los restantes seis Jefaturas Políticas de Rivera, Cerro Largo, Treinta y Tres, Maldonado, Flores y San José (actuales Intendencias Departamentales) respondían al caudillo blanco Aparicio Saravia.
Esta realidad política pudo perdurar hasta el año 1903 gracias al acuerdo entre el presidente Cuestas y Saravia y a la presión de las clases altas sobre líderes políticos, quienes accedieron a realizar las elecciones con listas «mixtas» que aseguraban la mayoría colorada y la representación minoritaria de los blancos.
Para el año 1903, año correspondiente para la elección de un nuevo presidente, las reformas electorales prometidas en el Pacto de la Cruz no se habían producido. Batlle se había perfilado como una figura política ascendente lista para ocupar el sillón presidencial, posicionándose con gran rechazo hacia la coparticipación, que consideraba como una «rémora feudal» y un límite inaceptable a la natural autoridad del gobierno sobre el territorio del Estado.

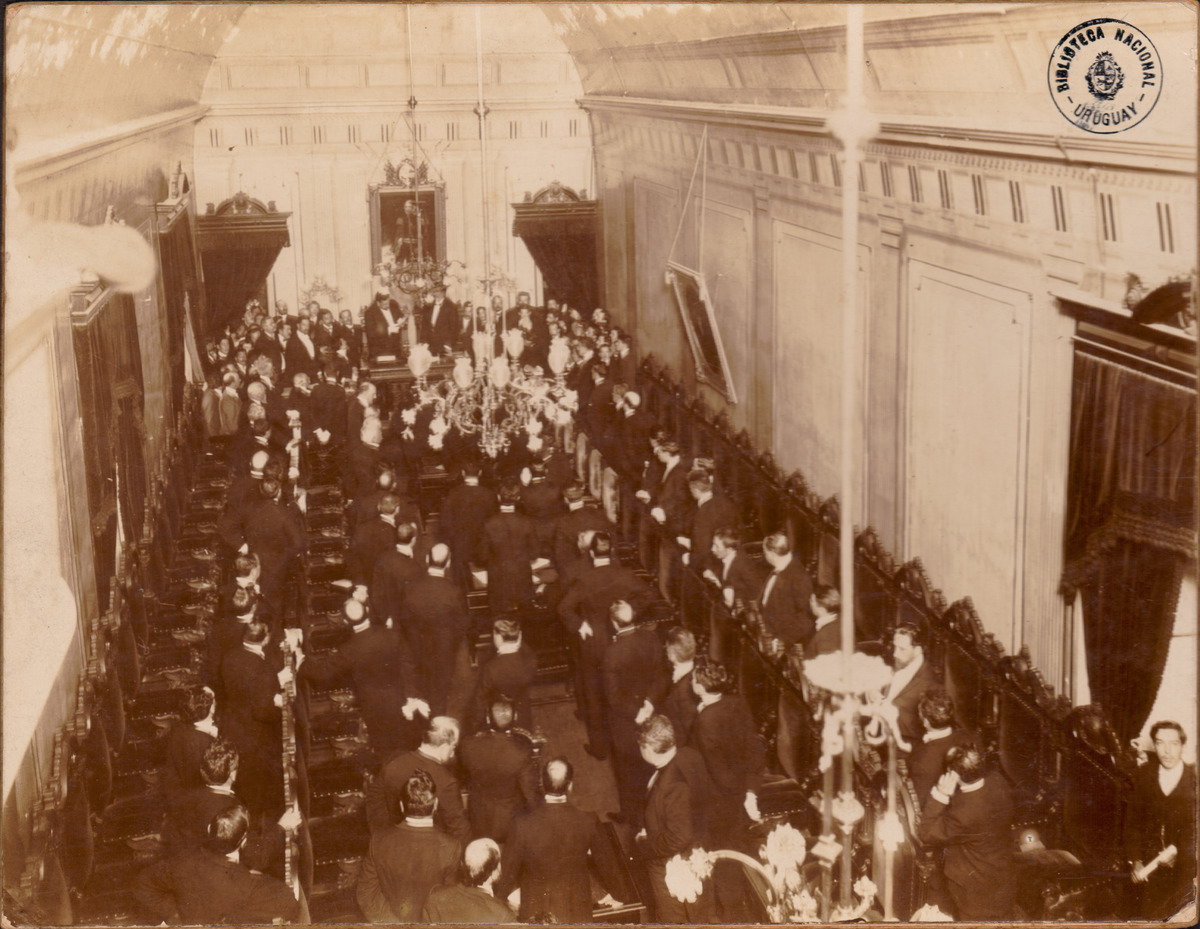
José Batlle y Ordoñez electo como presidente de la República Oriental del Uruguay por primera vez en 1903.

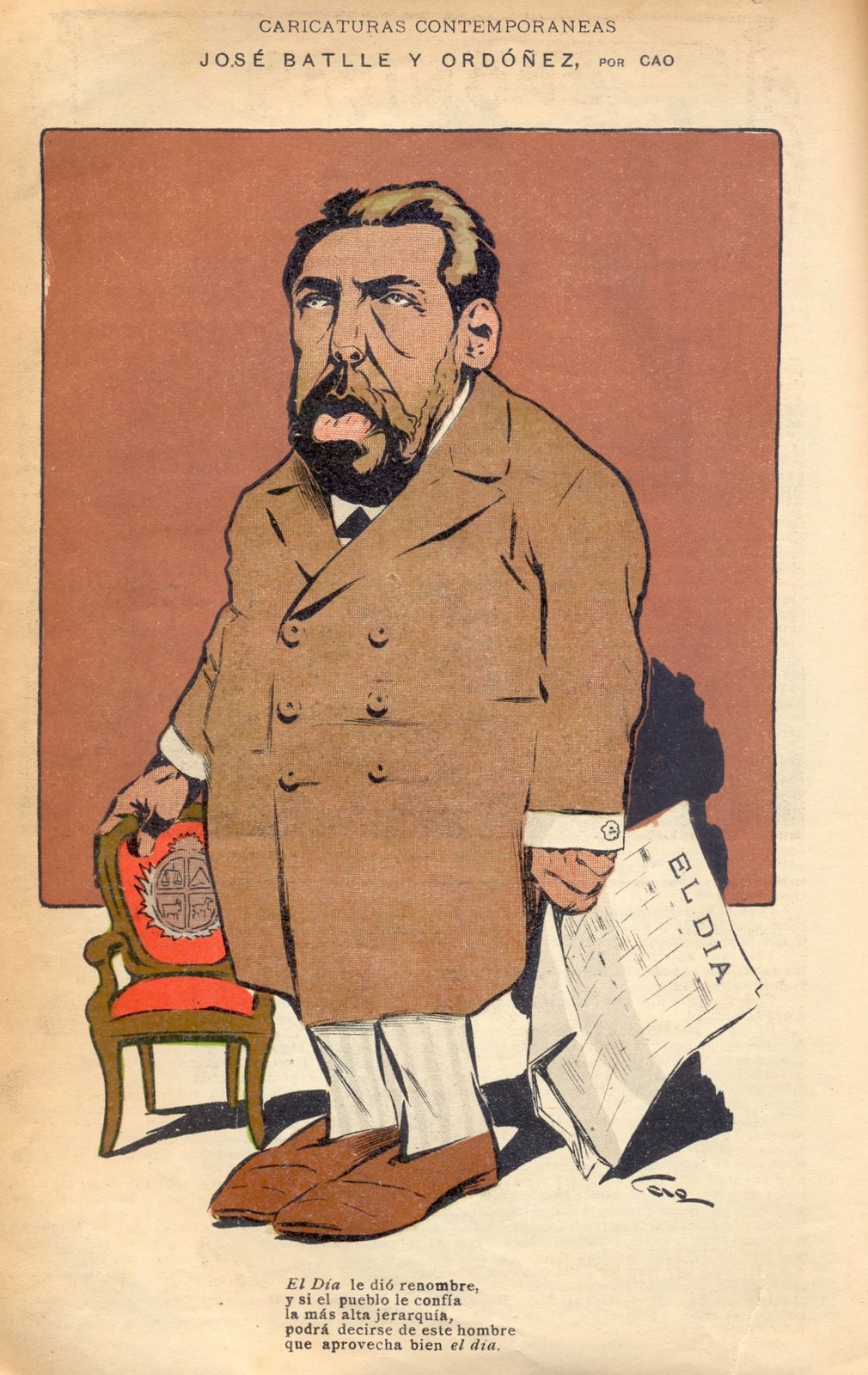
Caricatura de Batlle al asumir la presidencia en 1903.

Por estas razones, los legisladores blancos habían procurado dar sus votos para elegir como presidente a Juan Carlos Blanco, político que encabezaba un sector colorado que respetaría el Pacto de la Cruz. Sin embargo, un sector de los legisladores blancos encabezados por el escritor Eduardo Acevedo Díaz apoyó a Batlle en el Senado, resultando Batlle electo con 55 votos contra 33. Estos blancos de Acevedo Díaz serían llamados por sus correligionarios como «calepinos», en alusión a un caballo de carrera con el que se había hecho fraude para ganar.
Así, José Batlle y Ordóñez juró como presidente de la República Oriental del Uruguay por primera vez, con 46 años, el 1 de marzo de 1903.
Su discurso completo al asumir fue el siguiente:

«Encargado, por la investidura con que acabáis de honrarme, del ejercicio de una parte de la soberanía delegada de la Nación, nunca olvidaré que no se me atribuye misión tan elevada sinó para que, propenda en todas mis energías, hasta con el sacrificio de mi persona si fuera necesario, al bienestar y á la felicidad común.

Tampoco olvidaré que todos mis actos, fuere cual fuese el sentimiento patriótico que los inspire, deberán ajustarse estrictamente, á los preceptos constitucionales, y que, más allá de los limites que estos preceptos señalen á mi actitud, ella será perturbadora y perjudicial.
Guiado por estas convicciones, que servirán siempre de brújula á mi conducta, me esforzaré por servir la armonía que, sobre la base del respecto á los principios fundamentales de nuestra organización política, debe reinar entre los tres poderes del Estado; pondré al servicio de la independencia y dignidad de cada uno de ellos todas las fuerzas que hoy se confían á mi dirección y haré cuanto de mi dependa para que de esos esfuerzos conjuntos resulte la realización de las aspiraciones nacionales.

Trazada así la norma general de mis procederes de gobernante, no quiero abandonar este recinto, en el que he colegislado durante cuatro años, sin hacer, invocando antes todas las fuerzas sanas de la República y á los futuros destinos, un voto ferviente por que la acción de los hombres y la sucesión de los acontecimientos nos permita guiarla al porvenir sin altos ni extravíos, por la hermosa ruta del orden y de la libertad».

### Gabinete del primer gobierno
| Ministerios y ministros del primer gobierno de José Batlle y Ordoñez | Ministerios y ministros del primer gobierno de José Batlle y Ordoñez | Ministerios y ministros del primer gobierno de José Batlle y Ordoñez |
| Ministerio                                                           | Ministros                                                            | Período                                                              |
| -------------------------------------------------------------------- | -------------------------------------------------------------------- | -------------------------------------------------------------------- |
| Gobierno                                                             | Juan Campisteguy                                                     | 1903 - 1904                                                          |
| Gobierno                                                             | Claudio Williman                                                     | 1904 - 1907                                                          |
| Guerra                                                               | Eduardo Vázquez                                                      | 1903 - 1907                                                          |
| Hacienda                                                             | Martín C. Martínez                                                   | 1903 - 1904                                                          |
| Hacienda                                                             | José Serrato                                                         | 1904 - 1907                                                          |
| Hacienda                                                             | Eugenio J. Magdalena                                                 | 1907                                                                 |
| Fomento                                                              | José Serrato                                                         | 1903 - 1904                                                          |
| Fomento                                                              | Juan Alberto Capurro                                                 | 1904 - 1907                                                          |
| Relaciones Exteriores                                                | José Romeu                                                           | 1903 - 1907                                                          |

### El Alzamiento de 1903

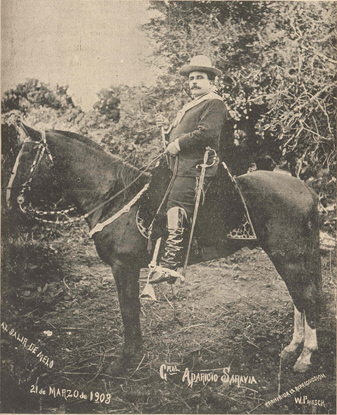
Aparicio Saravia al salir de Melo, el 21 de marzo de 1903, en vísperas del Pacto de Nico Pérez.

Ya como presidente, Batlle se decidió por terminar con la situación de un país dividido con dos gobiernos. Al momento de distribuir las Jefaturas Políticas, Batlle otorgó dos de las que le correspondían a los blancos al sector de Acevedo Díaz; la mayoría del Partido Nacional lo tomó como una violación del «Pacto de la Cruz».
A consecuencia de esto, Saravia convocó nuevamente a la revolución. En la localidad de Nico Pérez, en el departamento de Florida, Saravia concentró entre 15.000 y 20.000 hombres, la mayoría de ellos jinetes, en un impresionante desfile que representó una demostración de fuerza.

La guerra civil fue evitada por una misión gubernamental que viajó a entrevistarse con Saravia. Así, el 22 de marzo de 1903, se concretó el «Pacto de Nico Pérez», firmado en esa localidad. Batlle pactó con el Directorio blanco que cinco departamentos serían asignados a ciudadanos blancos nominados en común acuerdo entre el gobierno y el Partido Nacional, y un sexto departamento en el que sería designado un blanco, pero sin intervención de la autoridad partidaria blanca.

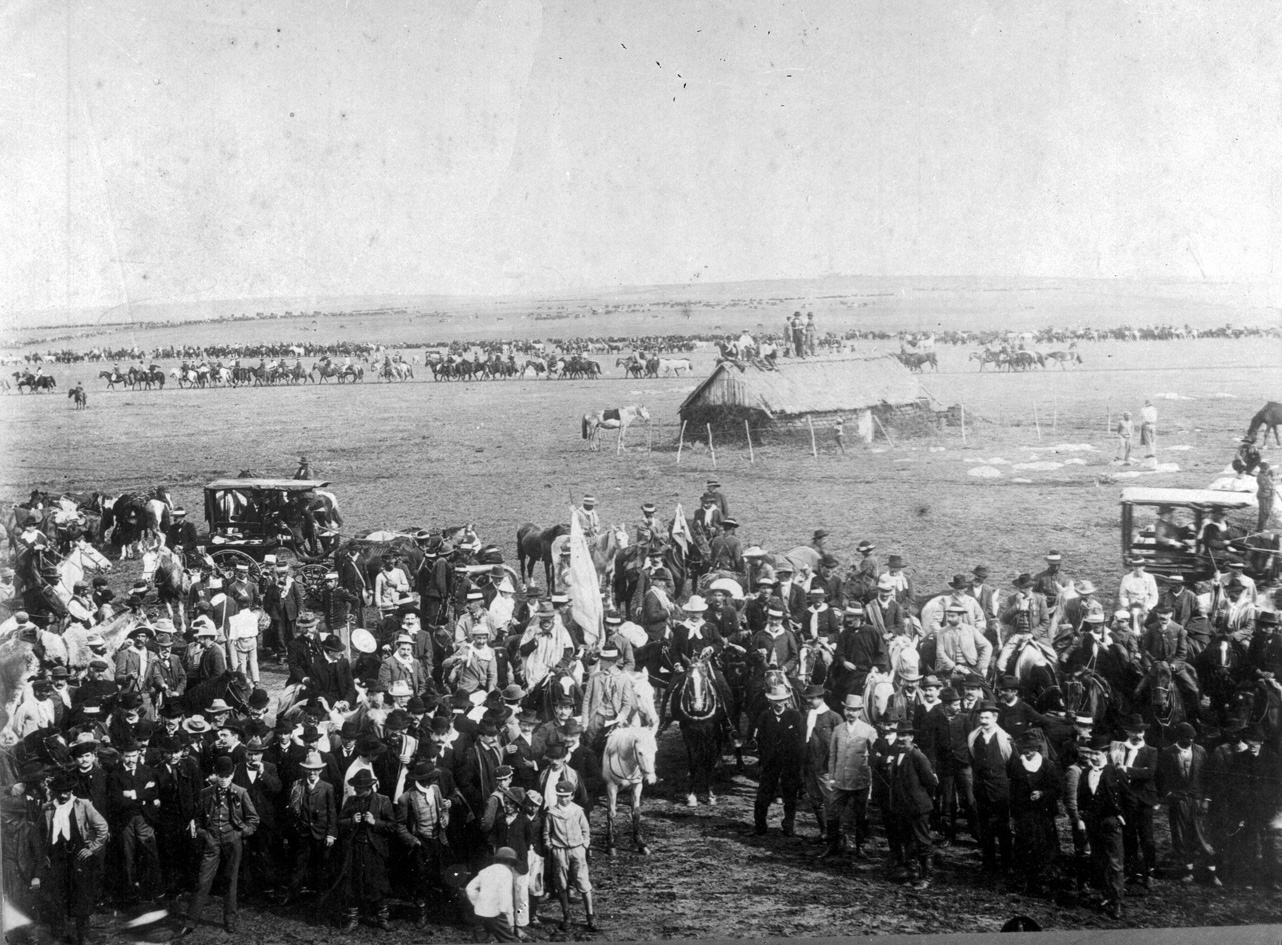
Aparicio Saravia en el desfile militar del 30 de marzo de 1903 en Nico Pérez.

Sin embargo, aunque la paz fue lograda, el gobierno no cesaría sus esfuerzos por acabar con la coparticipación política. En los meses que siguieron a la firma del pacto, ambos bandos se aprovisionaron de armamento, preparándose para un enfrentamiento que resultaba inevitable. Batlle mejoró el Ejército, al que dotó de cañones Krupp, ametralladoras Maxim y fusiles Mauser de repetición.

### La Revolución de 1904

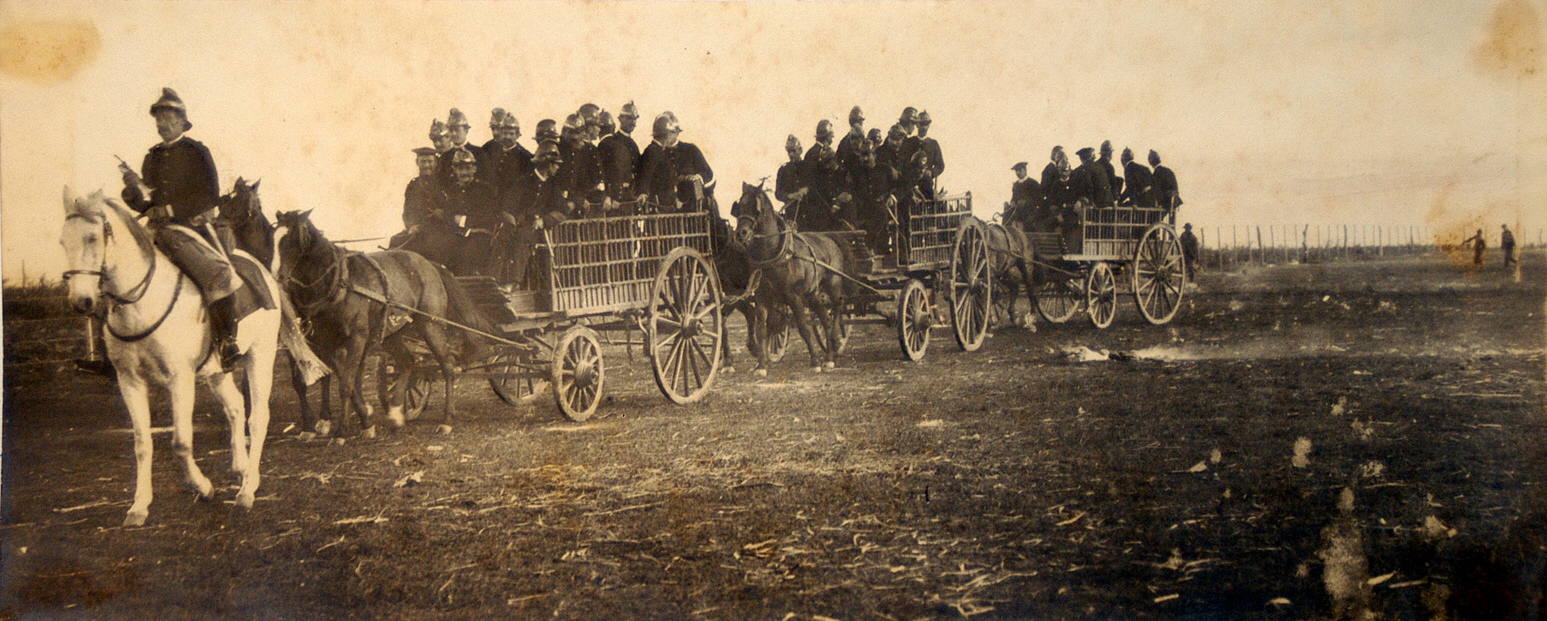
El ejército gubernamental siendo transportado en carretas.

En 1903, con el contexto político nacional aún tenso, ocurre un episodio en el departamento de Rivera, donde el Jefe político blanco de allí, Carmelo Cabrera, le solicita apoyo a Batlle y Ordóñez, a través del telégrafo, por conflictos ocurridos entre autoridades del departamento con ciudadanos brasileños en la frontera. Entonces, como respuesta el presidente Batlle envía al departamento dos regimientos de caballería. 

El 2 de noviembre de 1903 las tropas gubernamentales entrar en Rivera y se instalan en la localidad de Tranqueras. Al día siguiente, el directorio del Partido Nacional pidió la retirada de esas tropas, dado que el motivo que había determinado su entrada en Rivera estaba superado. Pero el presidente se negó. 

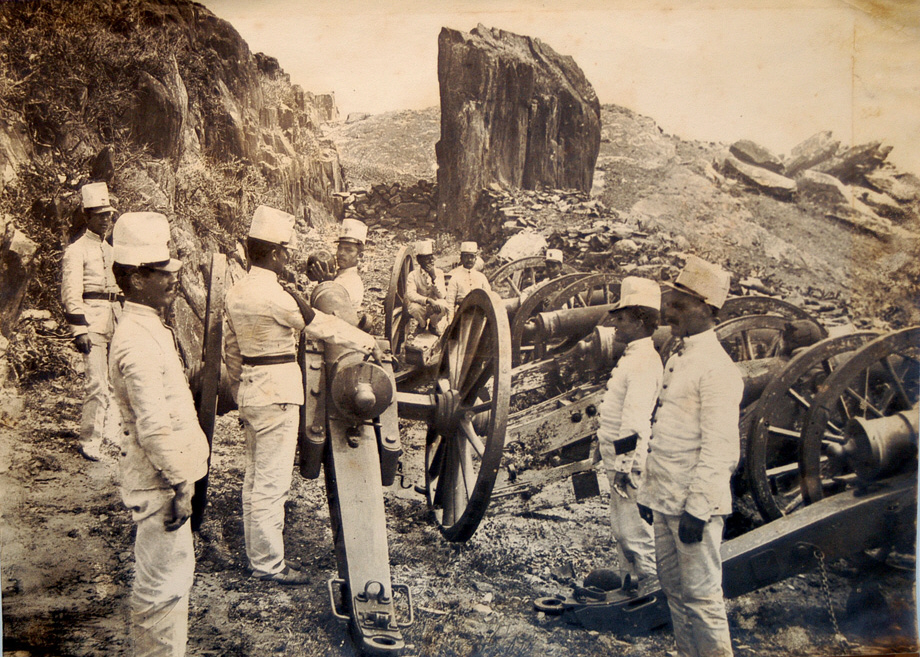
Artillería del ejército en las serranías del norte del país.

Para los blancos esto era una violación al acuerdo verbal en el «Pacto de Nico Pérez», que implicaba que el gobierno no enviaría fuerzas militares a los departamentos controlados por ellos, aunque los colorados replicaban que esa cláusula solo se refería al envío de estas fuerzas para modificar situaciones electorales.
Finalmente, tras infructuosas conversaciones, Saravia proclama una nueva revolución el 4 de enero de 1904.
Batlle dirigió las acciones gubernistas sin abandonar Montevideo, con los mapas sobre su escritorio y comunicándose con las tropas vía telégrafo. Los bandos enfrentados estaban en condiciones desiguales, con el gobierno contando con el tren para transportar soldados, armas y alimentos; además de contar con una arma nueva, la ametralladora.

En agosto de 1904, Batlle y su familia sobreviven a un atentado, alertados por las tropas que una mina se encontraba en medio de un recorrido realizado en carruaje.

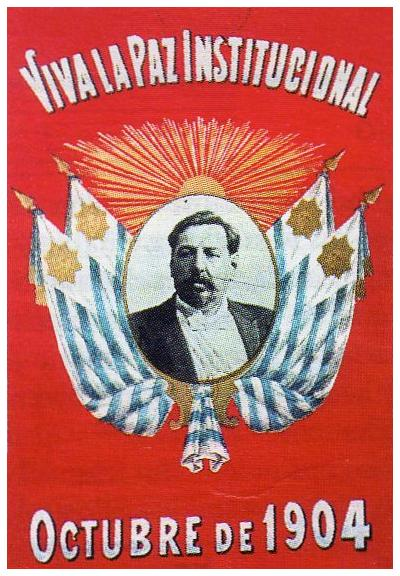
Cartel que alude al final de la revolución de 1904, ensalzando la figura de Batlle y Ordóñez.

En los nueve meses que duró el conflicto ocurrieron cinco batallas importantes en diferentes puntos del país: Mansavillagra, Fray Marcos, Paso del Parque, Tupambaé y, por último, Masoller. En esta última batalla, ocurrida el 1 de septiembre, Saravia fue herido en la batalla. Diez días después, el caudillo murió en una estancia en territorio brasileño.
Con la muerte del caudillo blanco, el ejército nacionalista no tardó en disgregarse provocando el fin de la revolución, y la posterior firma de la «Paz de Aceguá» el 24 de septiembre de ese año, terminando con la última guerra civil del Uruguay.
El fin de la guerra llevó al fin del «doble gobierno» y la consolidación de la unidad del Estado, por lo que Batlle pudo continuar el resto de su gobierno promoviendo su programa político.

### Reformas sociales

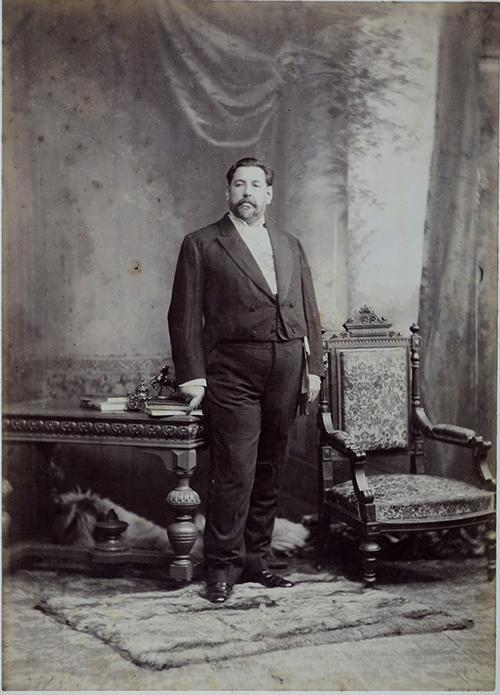
José Batlle y Ordóñez hacia el 1900s.

#### Remoción de los crucifijos
En 1906 ocurrió un episodio de gran debate en el panorama político uruguayo, cuando la Comisión Nacional de Caridad ordena retirar los crucifijos y otros símbolos religiosos de los hospitales del Estado.
Los antecedentes provienen del año anterior, cuando se aceptó la donación de terrenos del empresario y filántropo Alejo Rossell y Rius para la construcción del Hospital de niños Pereira Rossell, con la condición puesta por el testador de que sería «exclusivamente laico, con exclusión de toda injerencia de corporaciones o sectas religiosas».Esto generó un debate parlamentario, donde se cuestionó cómo la Comisión Nacional de Caridad discriminaba en favor de la religión católica, produciéndose su renovación, con un viraje claramente liberal, con nuevos miembros: Dr. José Scoseria como presidente y como miembros los Dres. Manuel Quintela, Alfredo Navarro Benítez y Joaquín Canabal.

En septiembre de 1905, la renovada Comisión, ordenó el 15 de ese mes que en el Hospital de Caridad no se imponga a los internados su participación en ninguna ceremonia religiosa, que se quitaran «crucifijos e imágenes de santos» y se colocara el siguiente aviso: «La libertad religiosa es absoluta en este Hospital. Ningún asilado ni miembro del personal está obligado a hacer prácticas religiosas que no desee: eso dependerá enteramente de su voluntad».

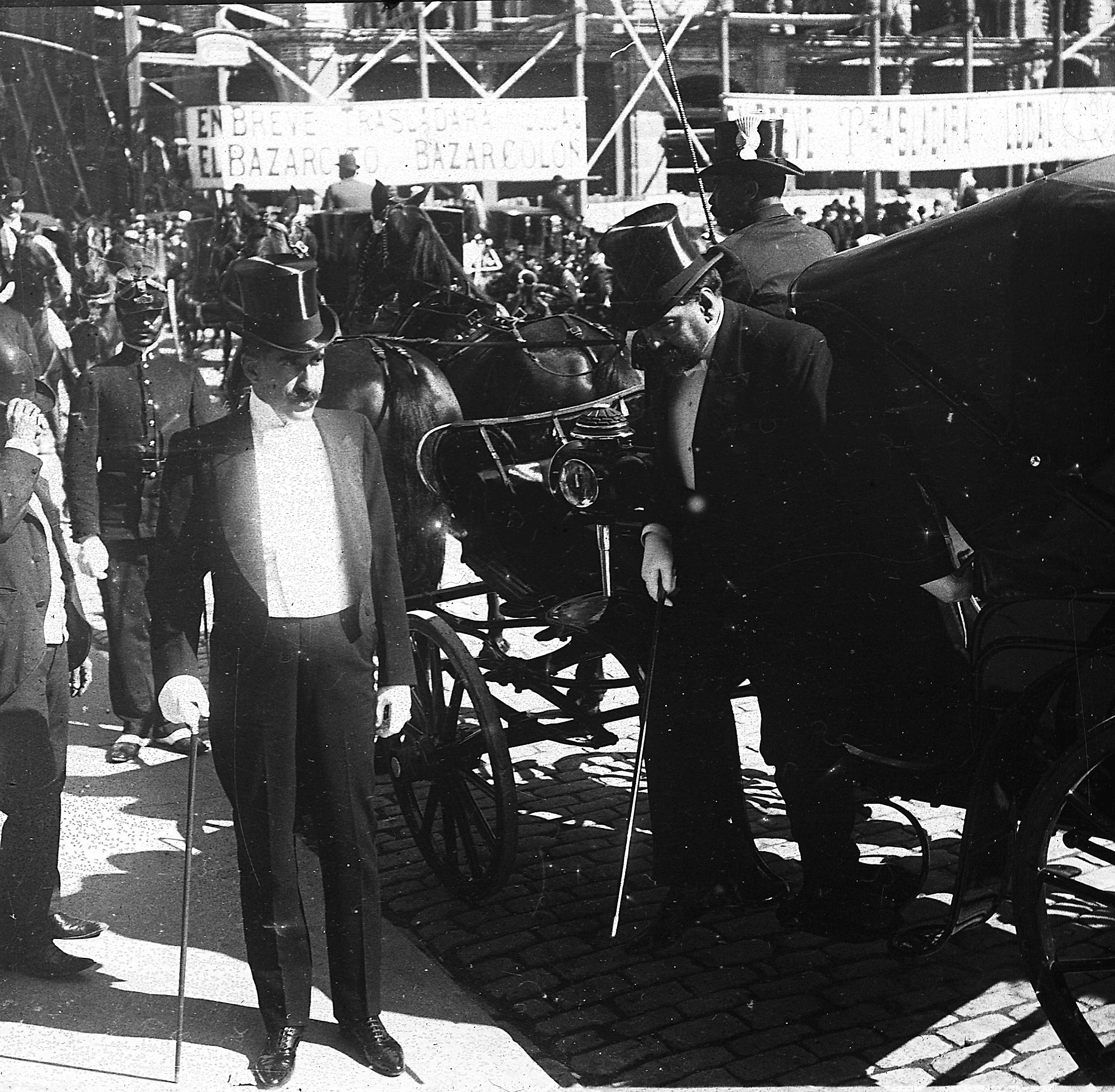
Batlle entrando al Cabildo de Montevideo.

Finalmente, en julio de 1906, la Comisión Nacional de Caridad y Beneficencia Pública, dependiente del Ministerio de Gobierno, ordenó el retiro de emblemas de cualquier religión en todas las casas dependientes de dicha Comisión (hospitales públicos y hogares para huérfanos). Esta moción, presentada por el doctor el doctor Eugenio Lagarmilla, provocó la conmoción de parte de la sociedad. Esto dio lugar a una célebre polémica entre Pedro Díaz y el escritor José Enrique Rodó.

#### Licencia por maternidad
En 1906 se estableció la primera ley de licencia por maternidad, en la cual le otorgaba a la mujer un mes para estar con el bebé luego del parto.

#### Pensiones
En octubre de 1904 se crea la Caja de Jubilaciones y Pensiones Civiles para empleados del Estado.

### Plano educativo

#### Fundación de nuevas facultades

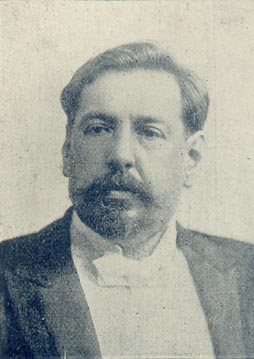
Batlle a principios del

En 1901 Carlos María de Pena, que era decano de la facultad de Derecho en ese momento, propuso una nueva formulación de los cursos de Contabilidad, que diera cabida a las necesidades de una plaza tan volcada al comercio como la portuaria Montevideo. Encontró respaldo gubernamental cuando en 1903, el presidente Batlle junto a su ministro José Serrato firmaron y presentaron un decreto, el día 24 de octubre de ese año, que creó la «Facultad de Comercio», la cual se concretaría gracias a la aprobación de la ley el 9 de mayo de 1904.Actualmente es la Facultad de Ciencias Económicas y de Administración (FCEA).
Por el lado de la educación agraria, una necesidad sentida por varios estamentos de la sociedad uruguaya, la presidencia de Batlle buscó la transformación de la estructura agropecuaria y la creación de un modelo agroindustrial, imposible sin nuevas opciones educativas. Así se impulsó la enseñanza de la agronomía, y el ministro Serrato estableció desde 1904 diversos contactos en el exterior buscando personas y modelos que permitieran crear la institución deseada.
En junio de 1906 el Poder Ejecutivo aceptó la propuesta de la Universidad de la República, acerca de que las dos escuelas que se pensaba crear (Agronomía y Veterinaria) formaran parte de la misma. El 15 de septiembre de 1906, el presidente José Batlle y Ordóñez y el ministro de Fomento Alfonso Pacheco, firman el decreto que determinó la creación de la que se llamó «Facultad de Agronomía y Veterinaria». El 20 de febrero de 1907 se colocó la piedra fundamental del edificio central, y en el 1 de marzo de ese mismo año se dio inicio a los cursos.Actualmente funcionan como dos facultades distintas: la Facultad de Agronomía y la Facultad de Veterinaria.

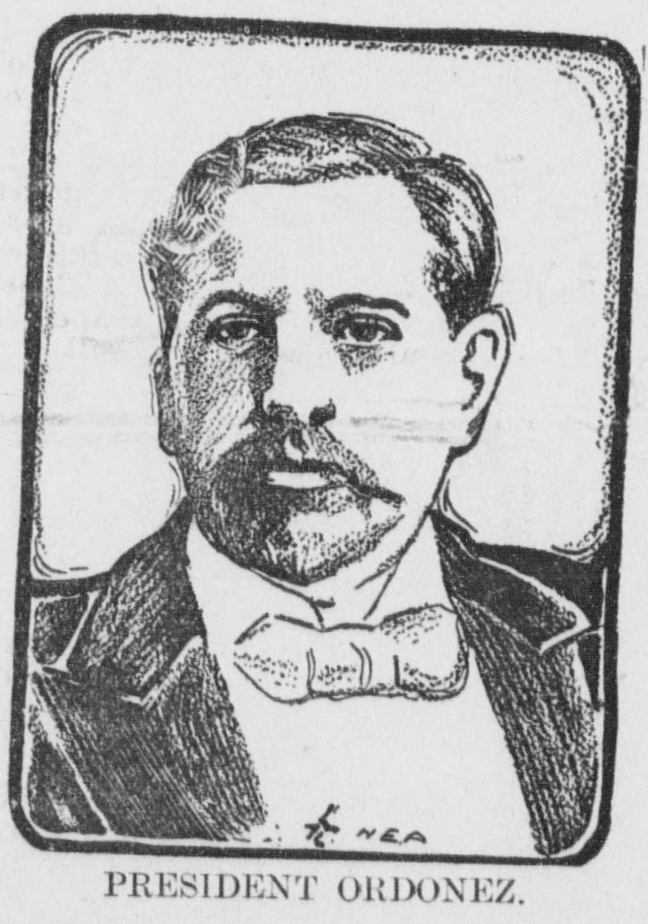
Grabado de Batlle como presidente.

### Sector agropecuario
En 1903, el Poder Ejecutivo tuvo que atender activamente el servicio de suministro de semillas en varias regiones agrícolas del país, castigadas por la sequía y la pérdida subsiguiente de las cosechas. Al año siguiente, la Asamblea dictó una ley por la que se autorizaba al Poder Ejecutivo permitir durante tres años la libre importación de semillas. En 1906, el gobierno ayudó a agricultores desamparados, con el alimento y las semillas, destinando para este fin un crédito suplementario de 50.000 pesos.

### Infraestructura
En los dos últimos años de gobierno, con el restablecimiento del equilibrio financiero perturbado por la guerra de 1904, se invirtió en el mejoramiento de los caminos, en la construcción de puentes y puertos, en la creación de las Escuelas de Veterinaria y Agronomía, en la construcción de edificios escolares por el valor de un millón de pesos y en la mejora de otros servicios.Además, en el curso de este mismo período se inauguró el Hospital Militar y se empezó la construcción del Hospital Pereira-Rossell.
Por el lado de los tranvías, una de las primeras medidas del gobierno fue retirar un veto dado por el gobierno de Juan L. Cuestas a la implantación de la tracción eléctrica en los tranvías de La Comercial.

## Después de su primera presidencia

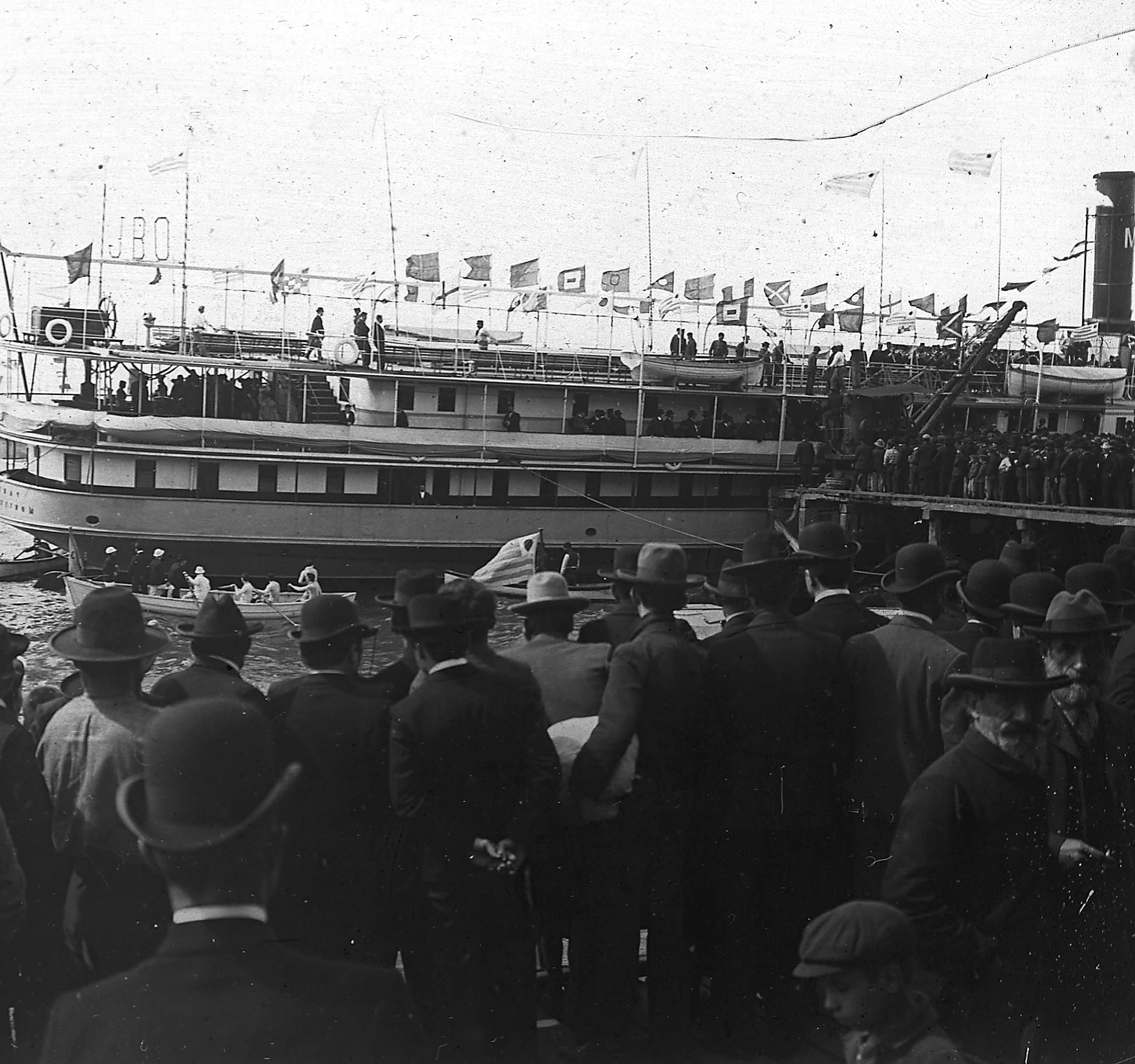
Batlle a bordo de un barco a vapor en 1904.

Faltando más de un año para terminar su presidencia y planeando su regreso al gobierno en 1911, Batlle oficializa su apoyo a la candidatura de Claudio Williman, su ministro de Gobierno, en octubre de 1905.
Con el fin de evitar choques que pudieran comprometer su proyectada reelección y atenuar las críticas de quienes se referían a Williman como un mero testaferro, Batlle viajó con parte de su familia a Europa y el norte de África, donde permaneció por cuatro años. En marzo de 1907, la mayoría de la Asamblea General elige como presidente a Williman y pocos días después una multitud despide a Batlle en el puerto por su partida del país.
Al concluir la primera presidencia de Batlle, la convención nacional del Partido Colorado aprobó una declaración programática que contenía las siguientes propuestas: reforma de la Constitución, incluyendo la separación de la Iglesia del Estado; sufragio universal, elección directa del presidente de la República, representación proporcional, autonomía de los municipios, fácil naturalización de los inmigrantes, disminución de los impuestos al consumo y atención a los problemas relativos al capital y al trabajo.

### Viaje a Europa
Batlle viajaría a lugares como Egipto, donde conoció las pirámides, Francia y Suiza, siendo en este último lugar donde extrajo la idea de un sistema colegiado de gobierno, que trataría de implementar en su segunda presidencia.

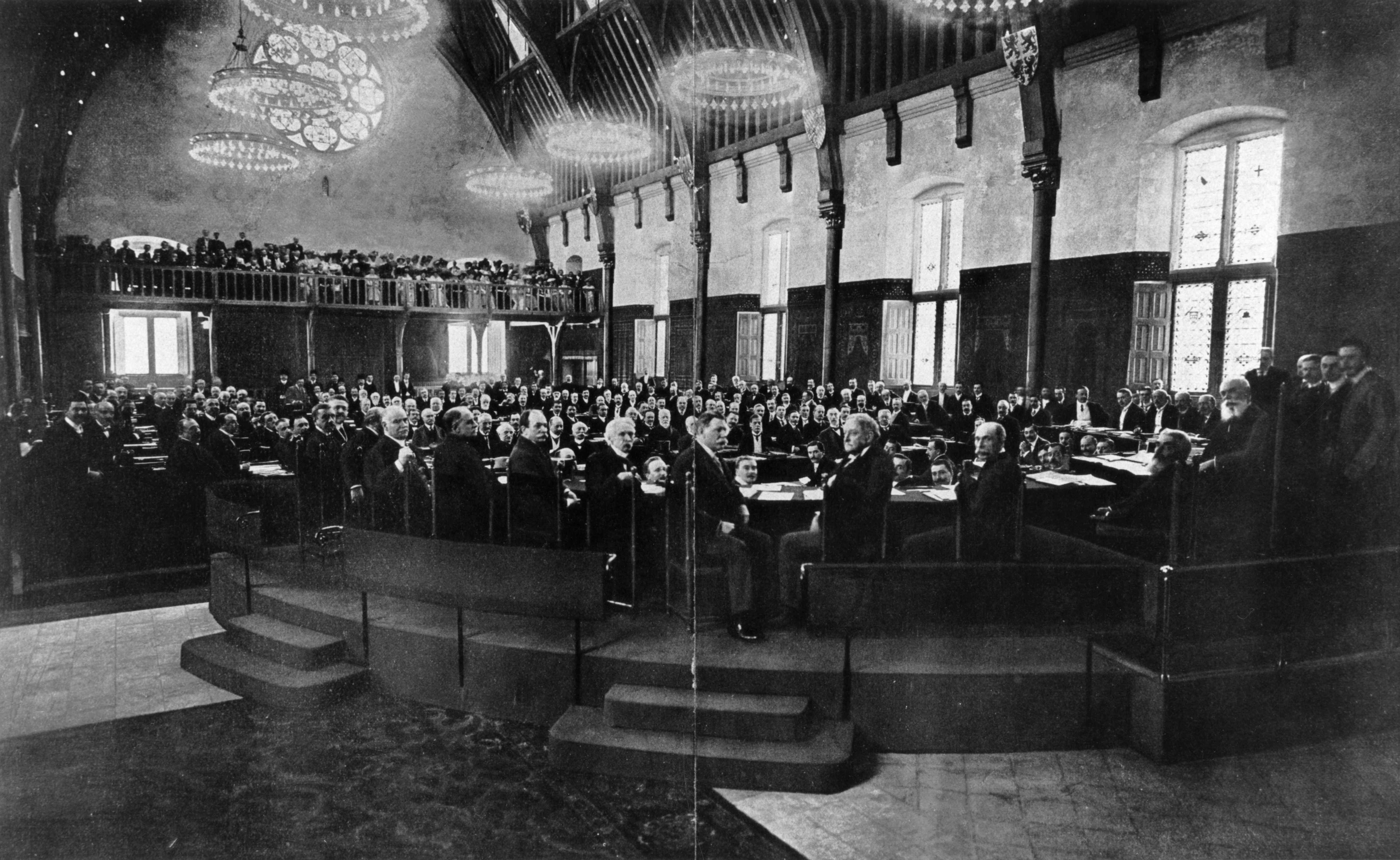
La Segunda Conferencia de La Haya en 1907.

En 1907, Batlle encabezó la delegación uruguaya en la segunda Conferencia de Paz de La Haya. Su secretario fue un joven seguidor llamado Pedro Manini Ríos, que fue a Europa en situación de recién casado y en viaje de bodas. Allí, Batlle abogó por la seguridad colectiva y por la formación de una alianza para el arbitraje obligatorio, «cuya intención era abolir los males de la guerra». Batlle expresó la propuesta uruguaya en una frase:

«Ya que tantas alianzas se han hecho para imponer la arbitrariedad, se podría muy bien hacer una para imponer la justicia».

En el período de la presidencia de Williman (1907-1911), Batlle se comunicaba de manera periódica a través de cartas con Manini Ríos y con Domingo Arena, convirtiéndose ambos en los articuladores de la segunda presidencia de Batlle y en sus más cercanos correligionarios.

### Influencia de su período en Europa en el impulso reformista de Batlle

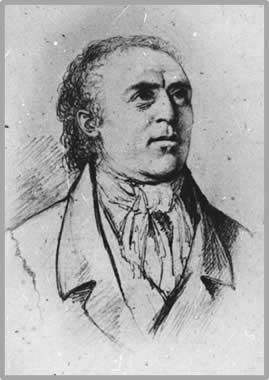
Karl Christian Friedrich Krause (1781-1832), filósofo alemán de gran influencia para la filosofía política de José Batlle y Ordóñez.

Los cuatro años vividos en Europa junto a su familia influyeron, sin duda, en el nuevo impulso que Batlle dio a su proyecto reformista durante su segunda presidencia. Con base en el espiritualismo, el racionalismo y el krausismo (vida en armonía, expresión de la armonía divina) Batlle desarrolló su propio humanismo, con la creencia de que el hombre era un sujeto capaz de llevar adelante los cambios sociales dentro de una estructura liberal y democrática. Para eso, era necesario alentar la participación de todos los ciudadanos en la vida política.
Batlle pensaba en el Uruguay como una sociedad nueva, que podía evitar los «errores» del Viejo Continente y convertirse en una especie de «país modelo». Para eso, por el lado económico, y apoyándose en Ahrens, Batlle vio que el Estado no sólo debía cumplir el papel de «juez y gendarme», sino también el de ayudar al desarrollo económico y el progreso social. Un rol de árbitro entre el capital y el trabajo, apoyando al más débil: el trabajo.
Además, en Francia pudo observar los resultados de la política anticlerical de la Tercera República, y de Suiza trajo la iniciativa de establecer un sistema colegiada en el Poder Ejecutivo, la fuente usada en sus Apuntes colegialistas dados a conocer en 1913 y que provocaron uno de los mayores revuelos de la historia política del Uruguay.

## Segunda presidencia (1911-1915)

### Segunda elección como presidente de la República
En junio de 1910, la Convención Nacional del Partido Colorado proclamó la nueva candidatura a presidente de Batlle, aceptando éste desde París, donde residía. El Partido Nacional reaccionó resolviendo por abstenerse en las elecciones de noviembre. El caudillo blanco Basilio Muñoz procuró movilizar otro intento de revolución para que no sucediera, pero no resultó.

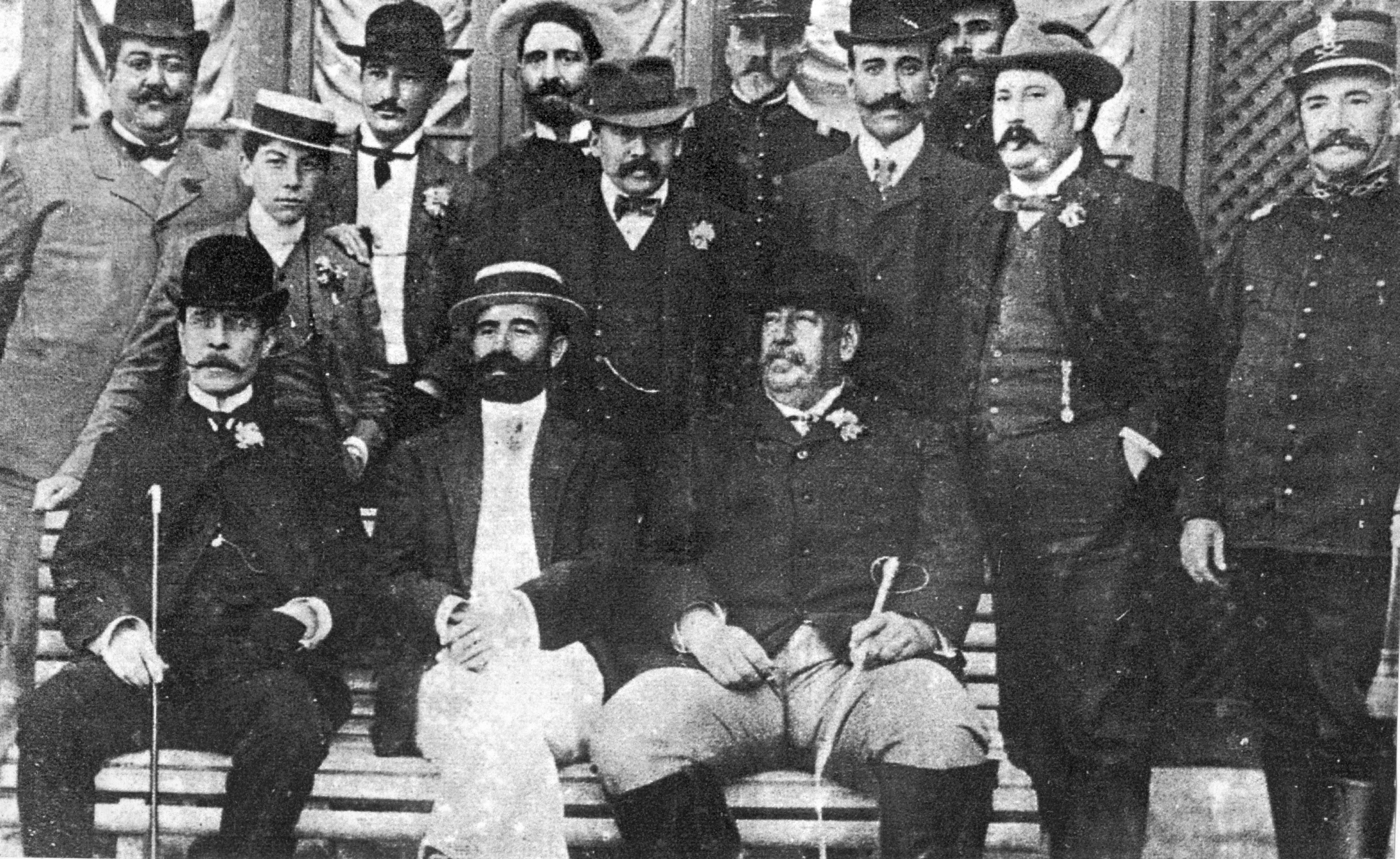
Fotografía de su segunda presidencia. De izquierda a derecha (de pie): Feliciano Viera, Pedro Manini Ríos, Mateo Magariños Solsona, Antonio M. Rodríguez, Félix Laborde, José Serrato y Domingo Arena; de izquierda a derecha (sentados): Claudio Williman, Diego Pons y José Batlle y Ordóñez.

El día 1 de marzo de 1911, la candidatura de Batlle fue electa con 97 de 98 votos a favor en la Asamblea General. El único voto a otro candidato fue el mismo Batlle y Ordóñez, que se expresó a favor de Ricardo Areco.
A la hora de jurar su cargo, Batlle cumplió con el protocolo y juró: «por Dios nuestro Señor y estos Santos Evangelios». Luego, y ante la sorpresa general, retiró la mano de la Biblia y pidió permiso para expresarse de otra manera, ya que consideraba que ese requisito constitucional no tenía valor. Entonces, juró por su honor cumplir la ley durante su ejercicio de gobernante.
Su discurso completo al asumir la presidencia en 1911 fue el siguiente:

«Honorable Asamblea General:

Permitidme que, llenado el requisito constitucional, para mí sin valor, la que acabo de dar cumplimiento, exprese en otra forma el compromiso solemne que contraigo en este instante. Juro por mi honor de hombre y de ciudadano que la justicia, el progreso y el bien de la República, realizados dentro de un estricto cumplimiento de la ley, inspirará mi más grande y perenne anhelo de gobernante.-
Vuestra Honorabilidad conoce mis ideas y mis aspiraciones. La confianza con que acaba de honrarme demuestra que ellas han merecido su aprobación. Cuento con que mi conducta en el Gobierno la merecerá también y conque, unidos por el ideal y por el esfuerzo, daremos cumplida satisfacción á las más levantadas exigencias de la vida nacional.

Honorable Asamblea: Aceptad mi patriótica gratitud por la transcendental y noble tarea que me habéis confiado».

Durante su segunda presidencia impulsó grandes reformas desde su asunción en 1911 hasta julio de 1913, momento en que la crisis financiera mostró la dependencia de la economía uruguaya y actuó como freno de muchos proyectos. Algunos proyectos propuestos que no lograron ser aprobados durante la segunda presidencia de Batlle fueron: la creación de una marina mercante nacional, la indemnización por despido y la ley de ocho horas de jornada y un proyecto del derecho al sufragio femenino en 1914, presentado por Héctor Miranda, primer proyecto de este tipo en América del Sur.

«Correligionarios y compatriotas: Yo no encuentro palabras con que agradeceros las simpatías con que me rodeáis. Lo que puedo deciros es que en las horas de la labor y la lucha que vendrán cuento con vosotros para que me ayudéis a realizar mi obra y sostenerla. Quedamos, pues, citados para las horas solemnes si es que llegan y, vuelvo a repetirlo, cuento con vosotros». (Mensaje a la población al asumir su segunda presidencia).

### Gabinete del segundo gobierno
| Ministerios y ministros del segundo gobierno de José Batlle y Ordoñez | Ministerios y ministros del segundo gobierno de José Batlle y Ordoñez | Ministerios y ministros del segundo gobierno de José Batlle y Ordoñez |
| Ministerio                                                            | Ministros                                                             | Período                                                               |
| --------------------------------------------------------------------- | --------------------------------------------------------------------- | --------------------------------------------------------------------- |
| Interior                                                              | Pedro Manini Ríos                                                     | 1911 - 1912                                                           |
| Interior                                                              | José Serrato                                                          | 1912 - 1913                                                           |
| Interior                                                              | Feliciano Viera                                                       | 1913 - 1915                                                           |
| Relaciones Exteriores                                                 | José Romeu                                                            | 1911 - 1913                                                           |
| Relaciones Exteriores                                                 | Emilio Barbaroux                                                      | 1913 - 1915                                                           |
| Hacienda                                                              | José Serrato                                                          | 1911 - 1913                                                           |
| Hacienda                                                              | Pedro Cosio                                                           | 1913 - 1915                                                           |
| Guerra y Marina                                                       | Juan Bernassa y Jerez                                                 | 1911 - 1915                                                           |
| Instrucción Pública                                                   | Juan Blengio Rocca                                                    | 1911 - 1913                                                           |
| Instrucción Pública                                                   | Baltasar Brum                                                         | 1913 - 1915                                                           |
| Obras Públicas                                                        | Víctor Sudriers                                                       | 1911 - 1915                                                           |
| Industria y Trabajo                                                   | Eduardo Acevedo Vásquez                                               | 1911 - 1913                                                           |
| Industria y Trabajo                                                   | José Ramasso                                                          | 1913 - 1915                                                           |

### Reformas laborales
En julio de 1914 es promulgada la Ley de Accidentes de Trabajo que obligaba a «los patrones, directores de construcciones, de establecimientos industriales o cualquier otro trabajo en donde exista peligro para los operarios» a tomar las medidas pertinentes para evitarlos.

### Reformas sociales

#### Ley de divorcio por la sola voluntad de la mujer
Durante la presidencia de Claudio Williman, el día 26 de octubre de 1907 se aprobó la Ley número 3.245, la primera Ley del Divorcio en Uruguay, redactada por Carlos Oneto y Viana. Esta Ley estableció como causas de disolución del matrimonio: la muerte y el divorcio, consagró cinco causales de divorcio, y admitió el divorcio por mutuo consentimiento de los cónyuges. En años posteriores y sucesores gobiernos la Ley se fue ampliando.
En 1913, durante la segunda presidencia de Batlle, se modificó el primer artículo de la Ley 3.245. A partir de ese momento, debido a la Ley 4.802, se estableció el divorcio por la sola voluntad de la mujer. Uruguay fue el primer país de Latinoamérica en concederle el divorcio a la mujer por su voluntad, sin tener que dar cuenta de ninguna causal.

#### Legislación animalista
El 16 de diciembre de 1912 Batlle envía a la Asamblea General un proyecto de ley para que se prohíban todos los tipos de corridas de toros en el Uruguay.Las corridas de toros en el Uruguay a partir de 1890, por un decreto de 1888, solo estaban habilitadas como «parodias», es decir, sin matar al animal.Sin embargo, recién en 1918, durante la presidencia de Feliciano Viera y a partir de la ley N° 5657, se prohíben las corridas de toros y otros espectáculos públicos como las riñas de gallos, el rat pict y el boxeo.

### Batlle y la huelga
En 1911, el conflicto del sindicato tranviario (los tranvías por aquel momento eran propiedad del capital británico) provocó la primera huelga general en la historia del Uruguay, organizada por la Federación Obrera Regional Uruguaya (FORU), de tendencia anarquista. 
Los huelguistas desfilaron ante la casa del presidente vitoreándolo. Batlle salió al balcón y los animó: «Organizaos, uníos y tratad de conquistar el mejoramiento de vuestras condiciones económicas, que podéis estar seguros de que en el Gobierno no tendréis nunca un enemigo, mientras respetéis el orden y las leyes».

### Educación

#### Liceos departamentales

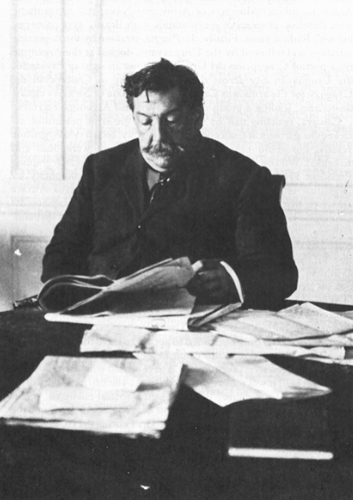
Batlle en su escritorio.

Desde su primera presidencia Batlle mantuvo un gran interés en la expansión de los liceos en todo el país. En 1911, con la firma de su ministro Juan Blengio Rocca, Batlle envía el proyecto de creación de los 18 liceos departamentales. En 1912 se inauguraron 13 liceos departamentales y en 1913 otros cinco. Para 1915, fecha del fin de su segundo mandato, funcionaban liceos en todos los departamentos.

#### Cursos nocturnos
Se promovió la habilitación de cursos nocturnos en los liceos para que los trabajadores pudieran concurrir al terminar sus actividades.

#### Educación de las mujeres
El batllismo no creía que era necesaria la separación de sexos al momento de impartir la enseñanza, pero dada la escasa concurrencia de las mujeres a los cursos se admitió, como política transicional, la habilitación de cursos exclusivos para mujeres en la «Sección Femenina de Enseñanza Secundaria», lo que provocó un enorme crecimiento de la matrícula. Instalado el 17 de mayo de 1912, se conoció como «Universidad de Mujeres» (en aquel entonces la educación secundaria era regida por la Universidad).

#### Comisión Nacional de Educación Física
El 7 de julio de 1911, a través de la Ley n.º 3.789, fue creada la Comisión Nacional de Educación Física.

### Estatización y creación de entes públicos

#### Banco de Seguros del Estado

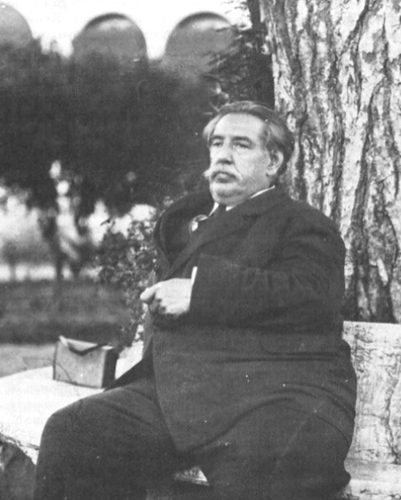
Fotografía de Batlle y Ordóñez sentado.

Las primeras compañías de seguros aparecieron en Uruguay durante la segunda mitad del siglo XIX, especializadas en coberturas de riesgos marítimos, seguros de incendio, vida y otros riesgos, entre ellos, daño a vehículos y rotura de cristales. La mayoría de los negocios estaban a cargo de compañías extranjeras, sobre todo inglesas. Batlle pretendía difundir el beneficio de la seguridad entre total las clases sociales mediante la reducción de las primas de seguros, monopolizando todo los servicios de seguros en el Uruguay. Pero la presión diplomática británica detuvo esta idea, por lo que el 27 de diciembre de 1911 se promulga la ley 3935 que creó el Banco de Seguros de Estado (BSE), limitando su monopolio a los seguros que cubrían los riesgos de vida, accidentes de trabajo e incendios.

#### Banco de la República
El Banco de la República (BROU) se creó por la Ley 2.480 de 1896, durante la Presidencia de Juan Idiarte Borda y a propuesta del ministro de Hacienda Federico Vidiella. El BROU se constituyó como empresa mixta, con un capital autorizado de 12 millones de pesos nominales representativos de 10 millones de pesos efectivos, a integrarse en dos series de acciones mitad y mitad entre privados y Estado. Sin embargo, desde que se abrió funcionó solamente con la aportación del Estado de 5 millones (conseguidos a través de un empréstito en Londres) y nunca se abrió la posibilidad prevista para el capital privado, por lo que fue desde el comienzo un banco del Estado. Finalmente, debido a estas condiciones, se completó su total y oficial estatización en el corto plazo de 1911 a 1913.

#### Banco Hipotecario
El Banco Hipotecario del Uruguay (BHU) es una institución financiera pública especializada en el crédito hipotecario. Fundado el 24 de marzo de 1892, durante la presidencia del Dr. Julio Herrera y Obes, fue el 23 de mayo de 1912, cuando el presidente José Batlle y Ordóñez, junto a su ministro de Hacienda, José Serrato, presentan el proyecto de nacionalización y el 8 de junio de ese año es estatizado.

#### Usinas Eléctricas del Estado
La compañía estatal Usinas Eléctricas del Estado (UTE) fue creada por ley 4.273, del 21 de octubre de 1912, estableciendo el monopolio estatal de la producción de energía eléctrica. Actualmente se denomina como Administración Nacional de Usinas y Transmisiones Eléctricas.

#### Sistema de trenes y tranvías

Batlle impulsó la explotación estatal del servicio de trenes y tranvías, compitiendo con los ferrocarriles ingleses, construyendo carreteras paralelas a las vías.El 23 de abril de 1912 una Ley crea un fondo permanente para la construcción de ferrocarriles por cuenta de Estado. El 4 de enero de 1915 se aprobó la Ley de Nacionalización y Electrificación del Ferrocarril y Tranvía del Norte.

### Sector agropecuario

#### Latifundios
El batllismo se opuso al latifundio con una retórica de confrontación y amenaza. Pero asumiendo el problema de forma moderada, mantuvo diálogo con los grandes estancieros, sobre todo con los abiertos a las innovaciones productivas y tecnológicas. En este tema, Batlle no se dejó llevar por las posiciones más radicales de algunos de sus correligionarios, que impulsaban la expropiación y posterior redistribución de tierras.

#### Agricultura
En cuanto a la agricultura, el batllismo sostuvo una política en pro del desarrollo agrícola, procurando consolidar y extender los cultivos, apoyando la tecnificación, beneficiando a los chacareros con facilidades crediticias y buscando la producción intensiva en lugar de la extensiva. El fomento de la agricultura tenía la intención de diversificar la producción y crear una amplia clase media rural.
En octubre de 1911, la ley 3.921 creó la Comisión Central de Defensa Agrícola, estableciendo su integración, organización y funcionamiento, previniendo la aparición de plagas que azoten contra la propiedad agropecuaria, además de reprimir la invasión y propagación de animales y vegetales perjudiciales.

### Los apuntes de Batlle y la propuesta colegialista

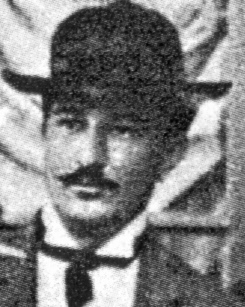
Pedro Manini Ríos en 1911. Manini encabezó la inicial oposición colorada contra el proyecto de Batlle de una reforma «colegiada» del Poder Ejecutivo. Su movimiento político sería conocido como el «riverismo».

Con la idea extraída de la forma de gobierno suizo que observó en su viaje a Europa, Batlle comenzó a esbozar desde el sillón de gobernante la idea de una reforma constitucional con características «colegiadas». Esta fue una de las principales diferencias que llevó a su cercano correligionario, Pedro Manini Ríos, que había sido nombrado como ministro de Interior, a abandonar su cargo en febrero de 1913 para retomar su banca en el Senado.
Finalmente, el 4 de marzo del año 1913 aparece publicado en la página 7 del diario El Día un artículo firmado por José Batlle y Ordóñez, bajo el título de Apuntes sobre el colegiado. Una síntesis de las bases para la reforma constitucional, que consagraban un Poder Ejecutivo ejercido por una Junta de Gobierno integrada por nueve miembros. Los miembros desempeñarían funciones de tales por nueve años, debiendo ser elegido uno de ellos cada año.
El oficialismo consideró que su iniciativa era una efectiva manera de descentralizar el poder, pero el Partido Nacional lo consideró una maniobra tendiente a perpetuar indefinidamente al Partido Colorado en el poder, ya que al no plantear la representación de la minoría el Partido Nacional debía de ganar por lo menos cinco elecciones consecutivas para obtener la mayoría en el Poder Ejecutivo.
Sin embargo, el proyecto causó fracturas hasta dentro de la divisa colorada. A los pocos días de hacerse público el proyecto de Batlle, Manini encabezó un grupo de once senadores colorados que el 17 de marzo de 1913 dieron a conocer un primer manifiesto oficial anticolegialista. Este hecho constituyó la primera gran escisión del Partido Colorado en el siglo XX, lo que a la postre daría lugar a la fundación del sublema «Partido Colorado Fructuoso Rivera», una tendencia política más conocida como «riverismo».

### Diplomacia
Al estallar la Primera Guerra Mundial en el verano de 1914, Batlle declara oficialmente la neutralidad de Uruguay en esa guerra el 5 de agosto de ese año. Uruguay permaneció neutral durante todo el conflicto.

## Después de su segunda presidencia

### Ámbito político

#### La reforma constitucional

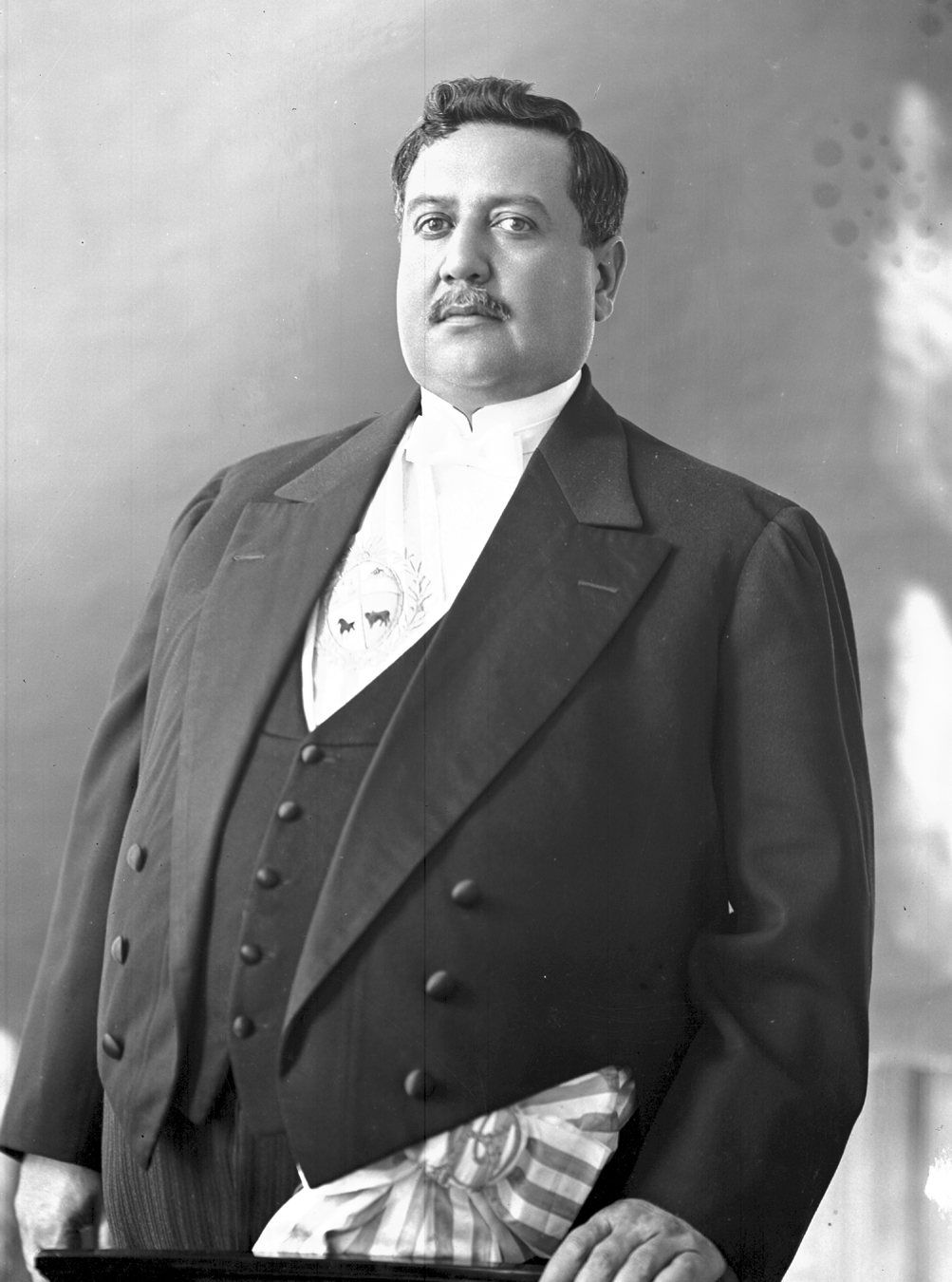
Feliciano Viera, presidente de la república entre 1915 y 1919, sucede a la segunda presidencia de Batlle. Es recordado por el alto a las reformas tras la elección de constituyentes de 1916.

Batlle deja la presidencia con el término de su mandato, el 1 de marzo de 1915. Es sucedido por su ministro del Interior, Feliciano Viera, electo en el mismo día por la Asamblea General. El sucesor de Batlle sería al principio un continuador de su programa político, tildado de «avancista», pero esto cambiaría tras los resultados de la elección de constituyentes en 1916.
Tras dejar la presidencia, los siguientes años del panorama político uruguayo fueron marcados por el debate de reforma constitucional, que había sacudido a la sociedad uruguaya desde que Batlle publicó en marzo de 1913 sus apuntes junto a su propuesta colegialista. Dicha propuesta colegialista configuró la competencia electoral en estos años, planteada en términos de colegialistas y anticolegialistas.Bajo la «coalición» anticolegialista confluyeron progresivamente distintos grupos, como la recientemente creada Federación Rural, el Partido Nacional en el que comenzaba a destacar el liderazgo de Luis Alberto de Herrera, la novel Unión Cívica y los colorados anticolegialistas, como el sector «riverista» de Pedro Manini Ríos, entre otros.
Finalmente, a finales de 1915 se sanciona la ley que convoca a la elección de una Convención Nacional Constituyente, y el 30 de julio de 1916 se realiza la elección. La elección de los constituyentes en 1916 fue la primera elección con voto secreto y representación proporcional. Los resultados electorales obtenidos significaron una derrota para el sector batllista y colegialista, hecho que fue interpretado por buena parte del sistema político como una derrota electoral del reformismo batllista. Así fue interpretado por el presidente Feliciano Viera, quien ante los resultados anunció la necesidad de «hacer un alto» en las reformas e inició un proceso de distanciamiento con Batlle y Ordóñez que se fue profundizando hasta la ruptura definitiva en 1919. Este suceso es conocido como «el alto de Viera», y el sector político que formaría el presidente sería denominado «el vierismo».

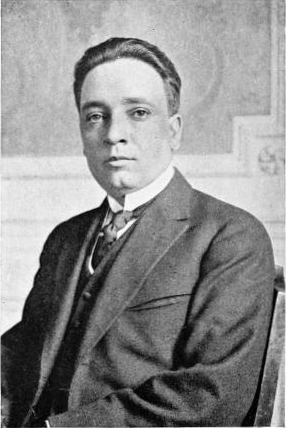
Baltasar Brum, presidente de la república entre 1919 y 1923. Asume la presidencia con 35 años el mismo día que entra en vigencia la segunda Constitución de Uruguay.

Durante el año 1917 ocurrieron distintas negociaciones entre colegialistas y anticolegialistas en busca de un acuerdo que permitiera reformar la Constitución. Las amenazas de Batlle con volver a presentar una candidatura presidencial cambiaron la balanza, lo que provocó que se llegara a una solución innovadora de un Poder Ejecutivo bicéfalo. Seguiría existiendo el cargo de presidente de la República, pero encargado solamente de cuestiones como la representación del Estado, las relaciones internacionales y la seguridad interior y exterior. El presidente coexistiría con un órgano conocido como el Consejo Nacional de Administración (CNA) compuesto por nueve miembros (con mandatos de seis años y renovados por tercios en elecciones con doble voto simultáneo cada dos años) y encargado de funciones administrativas y de gobierno, teniendo la gestión directa de los Ministerios de Instrucción Pública, Obras Públicas, Trabajo, Industrias, Hacienda, Asistencia e Higiene.
La propuesta fue aprobada por la Convención Constituyente y ratificada por la ciudadanía vía plebiscito el 25 de noviembre de 1917. Entró en vigencia el 1 de marzo de 1919, junto a la asunción de los primeros integrantes del Consejo Nacional de Administración y del presidente Baltasar Brum. La llamada Constitución de 1918, la segunda Constitución de Uruguay, también instauró otras medidas importantes, como el fin del largo proceso de secularización del Estado, ya que fue establecida la separación de la Iglesia y el Estado.Además, las nuevas reglas de juego electoral que introdujo la entrante carta magna, con novedosas formas de coparticipación del poder (como dentro del Poder Ejecutivo), junto a la nueva situación del batllismo, ahora sin mayorías absolutas, llevó a una etapa política en Uruguay de negociaciones con distintos grupos políticos, conocida como «política de compromiso».

#### Miembro del Consejo Nacional de Administración

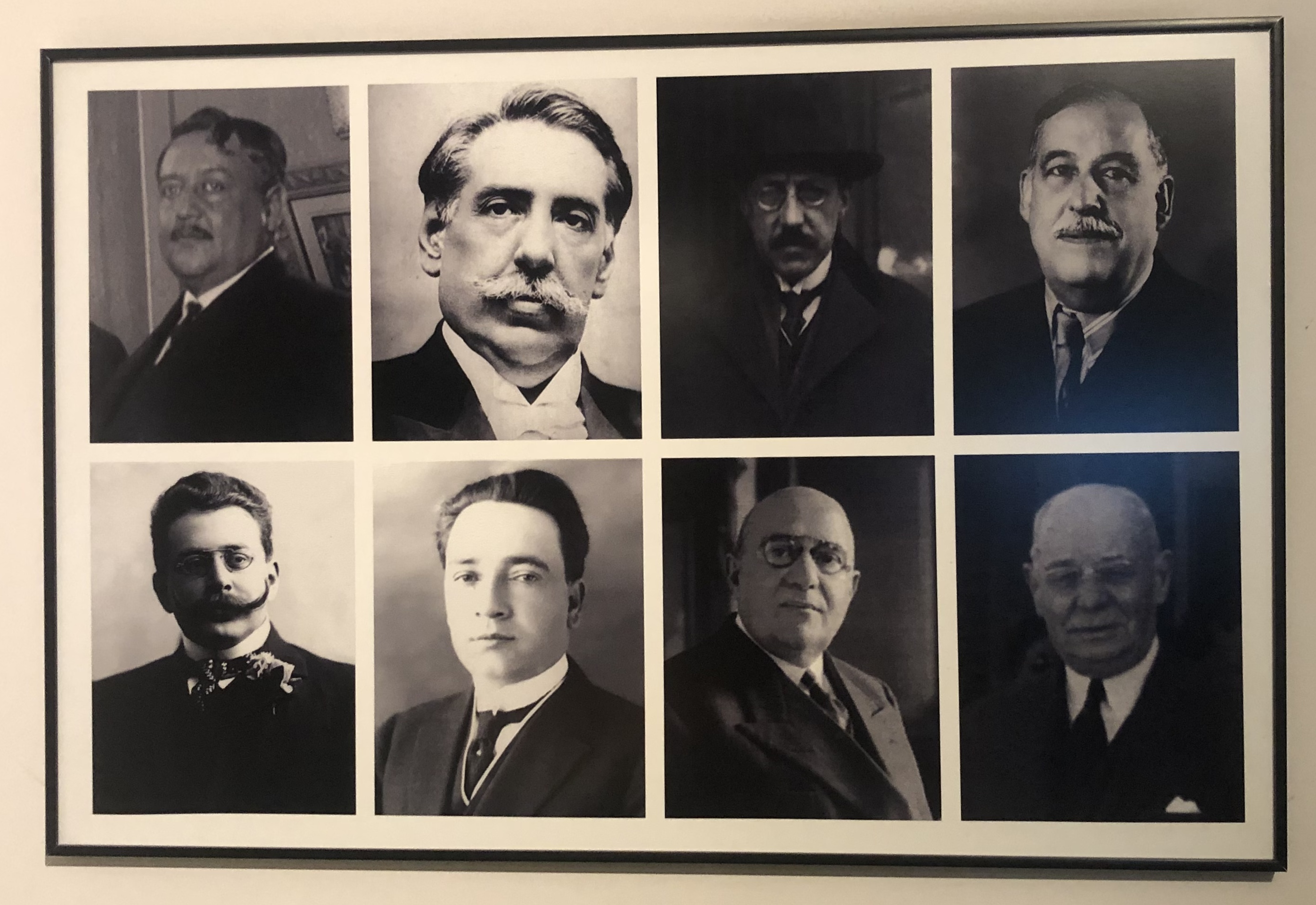
Todos los presidentes del Consejo Nacional de Administración (1919-1933). De izquierda superior a derecha inferior: Feliciano Viera (1919-1921), José Batlle y Ordóñez (1921-1923 y 1927 a 1928), Julio María Sosa (1923-1925), Luis Alberto de Herrera (1925-1927), Luis Caviglia (1927-1928), Baltasar Brum (1929-1931), Juan Pedro Fabini (1931-1933) y Antonio Rubio Pérez (1933).

Batlle llegó a pertenecer, e incluso presidir en dos ocasiones, el Consejo Nacional de Administración (CNA), que entró funciones a partir de 1919 gracias a la entrada en vigencia de la nueva Constitución.
En las elecciones del 25 de noviembre de 1920 para renovar un tercio de los integrantes del Consejo Nacional de Administración (primera renovación desde su formación) fueron electos como nuevos miembros por el Partido Colorado: Batlle y Ordóñez y Juan Campisteguy; y el por Partido Nacional: Alfonso Lamas. Asumieron el 1 de marzo de 1921, siendo Batlle designado el mismo día como presidente del CNA. Batlle sirvió entre el 1 de marzo de 1921 y el 1 de marzo de 1923 como presidente de este órgano ejecutivo, mientras Baltasar Brum ocupaba la presidencia de la República.
Al asumir la presidencia del CNA, Batlle pronuncia el siguiente discurso:

«Conciudadanos: Por primera vez desde que la República existe suben a ejercer el Poder Ejecutivo ciudadanos designados por la voluntad del pueblo libre y soberano y sin intermediarios. Siempre hubo el derecho de pensar en las elecciones de mandatarios anteriores, que los Colegios que los elegían podían no haber interpretado bien la voluntad popular. En este caso esa duda no existe. Es el pueblo el que directamente ha elegido. Y al ocupar el puesto que a mí se me ha designado en el Consejo Nacional de Administración, yo me considero su legítimo representante, el elegido de su voluntad y de su corazón, el representante de la gran mayoría de mi partido y en cierto modo de las otras agrupaciones coloradas que prestaron también su concurso a la elección».

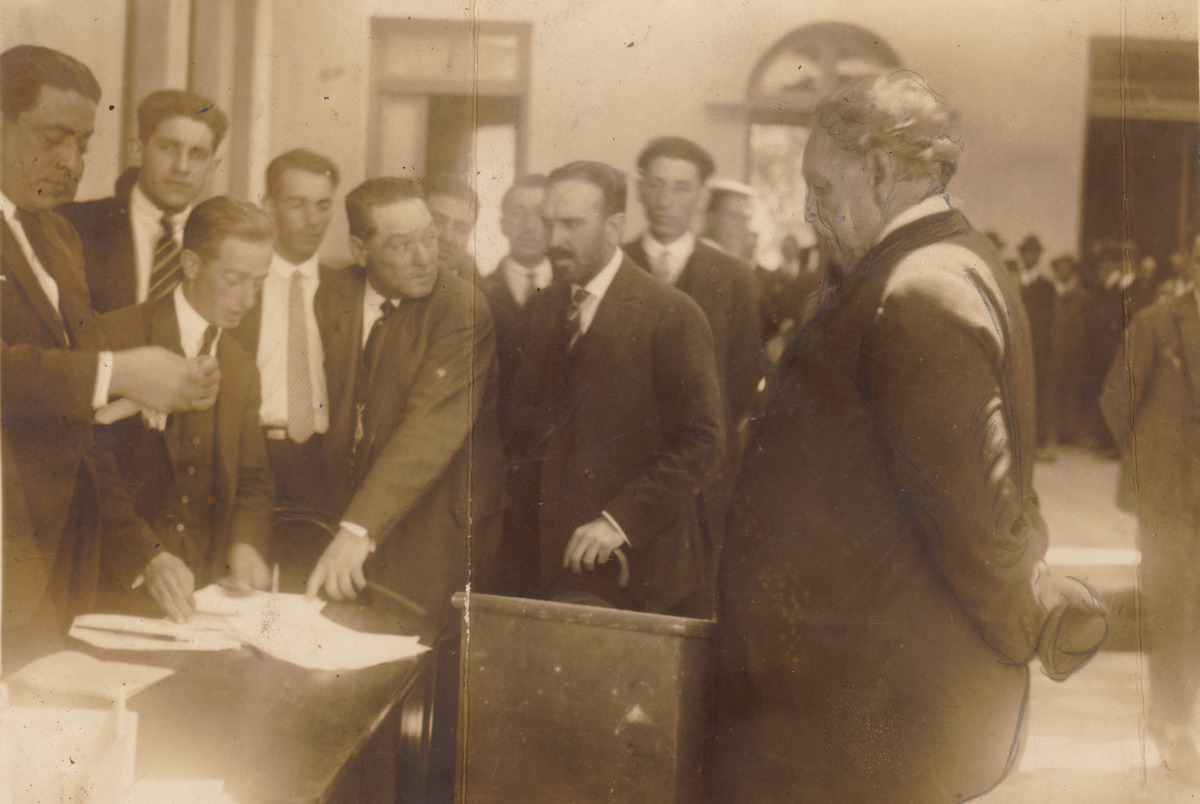
Batlle ejerciendo el sufragio en la década de 1920.

Cerca de cumplir seis años como miembro del CNA, en las elecciones generales de 1926 son electos un tercio de la CNA y Juan Campisteguy como presidente de la República. Los tres miembros electos por el CNA son Batlle y Ordóñez y Luis Caviglia por el Partido Colorado, y Arturo Lussich por el Partido Nacional.
El 1 de marzo de 1927, junto a la asunción de Campisteguy como presidente de la República, Batlle es nuevamente designado como presidente del CNA por un período de dos años, pero renuncia el 16 de febrero de 1928, siendo Luis Caviglia el que lo suplanta para terminar el resto del período.

#### Primer discurso político transmitido por radio
Batlle llevó a cabo el primer discurso político transmitido por radiofonía de Uruguay el 12 de noviembre de 1922; gracias a la Estación «Paradizábal», la primera estación radiodifusora estable.
El discurso de varios minutos fue precedido por la entonación del himno nacional de Uruguay, seguido por La Marsellesa y el Himno a Garibaldi.

### Debate Mibelli-Batlle

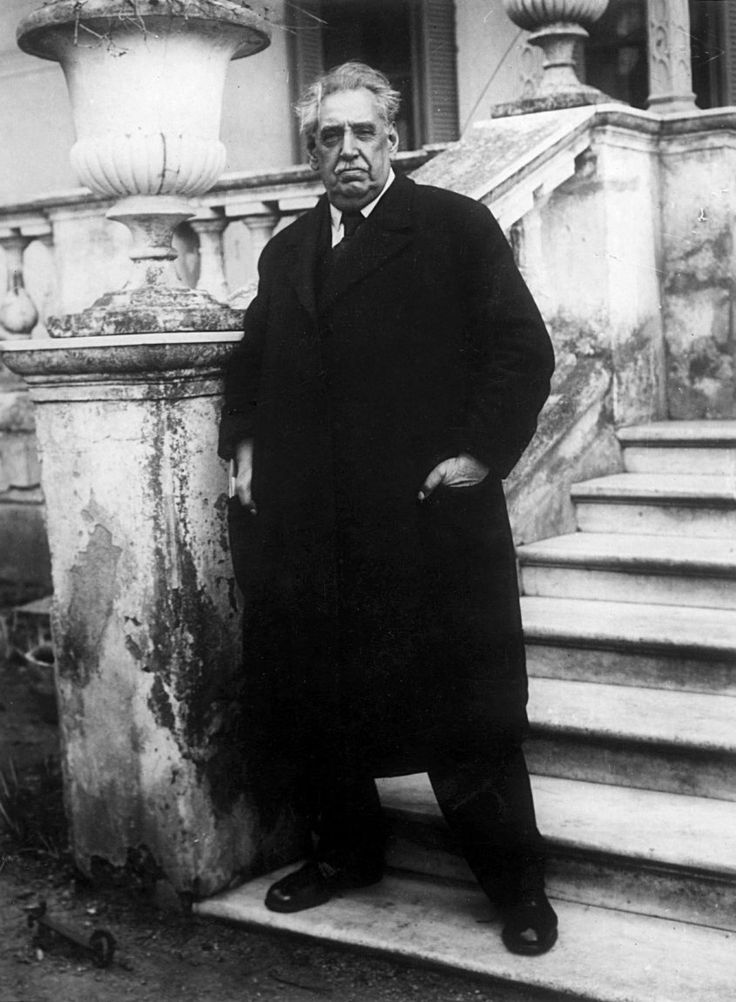
José Batlle y Ordóñez fotografiado en la escalinata de su quinta en Piedras Blancas, en 1928

Es recordado un debate ocurrido a través de medios periodísticos entre mayo y julio de 1917 entre José Batlle y Ordóñez y Celestino Mibelli, un dirigente de fútbol y político de origen socialista, primer secretario del Partido Socialista de Uruguay y luego uno de los fundadores del Partido Comunista.La polémica empezó acerca del servicio militar obligatorio, tema que se discutía en ese momento, pero terminó generando un debate acerca de la reforma y revolución. Este debate, recopilado por el historiador Milton Vanger, sirve para entender la postura ideológica del batllismo y sus diferencias con el socialismo, un calificativo del que Batlle rehuía pero con el que fue tachado por varios de sus opositores contemporáneos debido a sus reformas e ideas.
Aquí Batlle y Mibelli exponen sus visiones opuestas acerca de conceptos como la lucha de clases, en un momento histórico a pocos meses del triunfo de la Revolución de octubre en Rusia. Batlle deja en claro su posición sobre la lucha de clases y su visión personal de la situación política en un artículo publicado en su diario El Día el 3 de julio de 1917 de 1917:

«Nuestra divergencia de opinión con el señor Mibelli estriba en que él piensa que la lucha política debe entablarse entre aquellas dos primeras clases: la acomodada y la proletaria; y nosotros creemos que debe entablarse entre las dos últimas: la reformista y la conservadora».

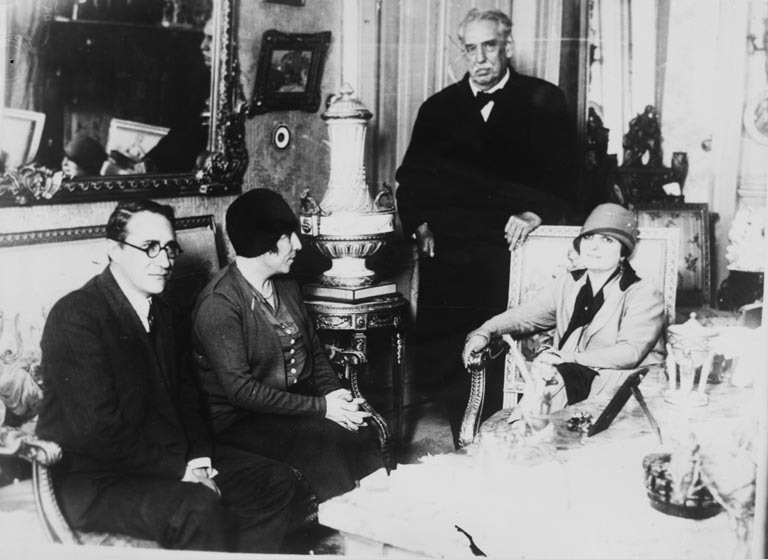
Batlle en la década de 1920.

Otro ejemplo de ambas posiciones ocurre un mes antes, cuando en referencia a la lucha de clases Mibelli formulaba que la injusticia existía no porque haya hombres «egoístas y de mala voluntad», sino porque tiene por causa fundamental la desigualdad económica «que no desaparecerá sino con la clase social que la engendró».
Batlle replica, en un artículo de su diario El Día el 5 de junio de 1917 de la siguiente manera:

«El señor Mibelli se pone así de acuerdo con nosotros: no es una cuestión de mala fe la que produce la lucha de clases; es una cuestión de comprensión. Y si aquí, la clase obrera, que dispone del sufragio universal, de la educación pública y gratuita y de la jornada de ocho horas, tiene los medios de llegar a esos resultados, no debe odiar tanto como quiere el señor Mibelli a las clases más acomodadas, salidas casi siempre de su mismo seno, que se han preocupado de darle el arma del voto, la instrucción gratuita y algún tiempo más para que maneje esa arma: no podría negarse, obtenidos esos resultados, o a punto de obtenerlos, a derramar su sangre mezclada con la de todos sus compatriotas en defensa de una organización política que hubiese realizado sus ideales o fuese a realizarlos, a diferencia de tantos pueblos sometidos a la esclavitud desde las épocas más remotas y con muy escasas esperanzas todavía de salir de ella».

Batlle se diferenció del socialismo, incluso en los momentos en los que el reformismo social del batllismo era más vigoroso y Batlle se enfrentaba al impulso legislativo de los sectores más conservadores, negó siempre de dicho calificativo. En un artículo posterior, publicado en El Día del 30 de noviembre de 1919 sostiene:

«[...] Nosotros nos llamamos obreristas y no socialistas, en cuyo concepto algunos quieren que entre el de la lucha de clases, porque no aceptamos esa lucha, que no puede llevar sino al predominio absoluto e injusto de la clase que resulte más fuerte y a la sumisión de la más débil, y a embarcar a los obreros en aventuras a veces desastrosas, que no siempre son las de sus intereses».

### Duelo con Washington Beltrán

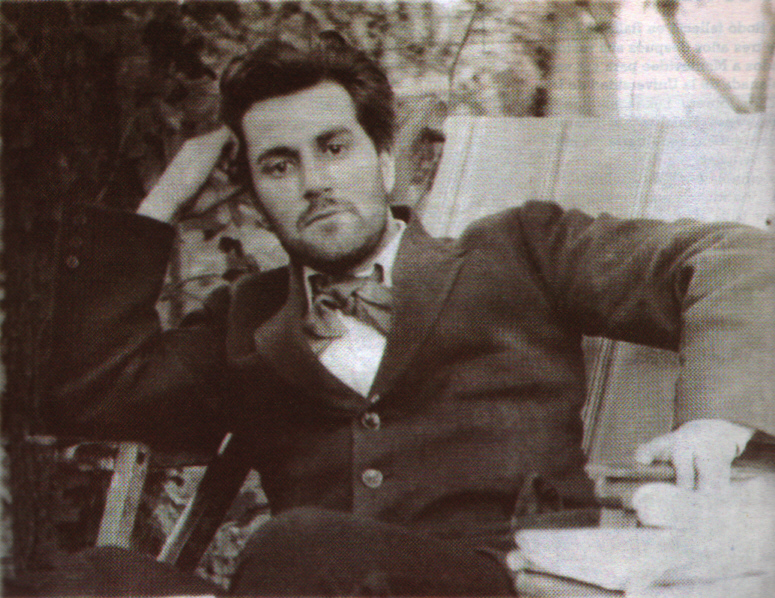
Washington Beltrán Barbat (1885 - 1920), político y abogado uruguayo, perteneciente al Partido Nacional. Se enfrentó a José Batlle y Ordóñez en un duelo que conmocionó a la sociedad uruguaya debido a su muerte.

El jueves 1 de abril de 1920 un joven periodista y político blanco de 35 años llamado Washington Beltrán publica en el diario El País un artículo bajo el título ¡Qué toupet!. Beltrán, que también era copropietario y cofundador del diario El País, acusaba en dicho artículo a Batlle de amañar elecciones, de haber condenado «a destierro y a miseria a José Enrique Rodó por haber sido independiente y altivo», y de ser responsable de otras prácticas de corrupción.
Para Batlle esta injuria era motivo de duelo, por lo que ese mismo día envió a sus padrinos de duelo, el médico y político Francisco Ghigliani, y el poeta y periodista Ovidio Fernández Ríos a la sede del diario El País para informarle a Beltrán sobre el enfrentamiento. Un duelo fue pactado para el día siguiente, como lugar el Parque Central y a realizarse con armas de fuego, esto último una prerrogativa formal de la parte que se sentía ofendida.
Desde junio de 1919, este era el tercer duelo que mantenía Batlle con dirigentes del Partido Nacional. Tiempo en el que se había enfrentado sucesivamente a Juan Andrés Ramírez (con pistola y sin consecuencias), Leonel Aguirre (quien lo hirió a sable en un brazo) y ahora a Beltrán.

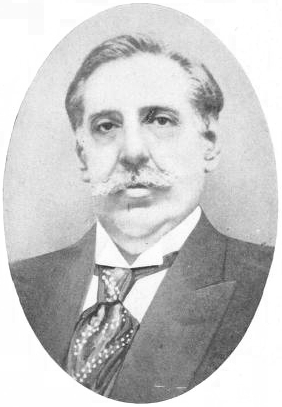
Batlle en el año 1921.

Finalmente, el viernes 2 de abril, un día lluvioso y Viernes Santo, en el Parque Central acontece el duelo. Batlle era acompañado por sus dos padrinos y el médico Lorenzo Mérola, que había acompañado a Batlle en duelos anteriores. Por el otro lado, Beltrán era acompañado por sus dos padrinos escogidos: Leonel Aguirre y Eduardo Rodríguez Larreta, codirectores de El País, y por el médico Arturo Lussich, quien también había asistido a Aparicio Saravia en su agonía en 1904 tras la batalla de Masoller.
El duelo se desarrolló típicamente con tres golpes de mano. Una vez que ambos comienzan a caminar de espaldas ante el otro, un golpe de mano marca que se detengan, el segundo indica que ambos se volteen y el tercero permitía que disparen.
En la primera instancia los disparos de cada duelista, parados a 25 pasos de distancia, erraron. Pero en la segunda oportunidad, el disparo de Batlle terminó atravesando la parte superior del tórax de Beltrán, quién murió casi de inmediato. Lussich corrió a auxiliarlo. Mérola, que también era amigo de Beltrán, se acercó con igual intención. Acto seguido cargaron su cuerpo en un coche y lo transportaron al sanatorio de los doctores Alfonso Lamas y Luis Mondino, ubicado entonces en la avenida 8 de Octubre.
El duelo y su resultado consternaron la sociedad de aquel momento y tuvo impacto en la legislación de los duelos. Hasta ese momento los duelos se realizaban por costumbre, a pesar de estar prohibidos por la ley. Se abrió un expediente judicial y al cadáver de Beltrán se le realizó una autopsia. Batlle estuvo detenido durante cuatro días, y también fue a declarar solo el Dr. Lorenzo Mérola, que a diferencia de los padrinos del duelo y el propio Dr. Lussich, era el único que no tenía inmunidad parlamentaria.
Todos negaron haber participado; Mérola declaró que ese día estaba trabajando en el Hospital Italiano. Batlle se negó a declarar y dijo no conocer a Beltrán. El 4 de agosto de ese mismo año fue aprobada por la Cámara de Representantes la ley de Duelos que los permitía y regulaba (posteriormente derogada en 1992), a partir de un proyecto que un año atrás había presentado el Dr. Juan Andrés Ramírez y que no prosperó. Al día siguiente, lo aprobaría el Senado y sería promulgada por el Poder Ejecutivo el 6 de agosto. Tuvo un efecto retroactivo, lo que permitió a Batlle posteriormente presidir el Consejo Nacional de Administración.

### Muerte

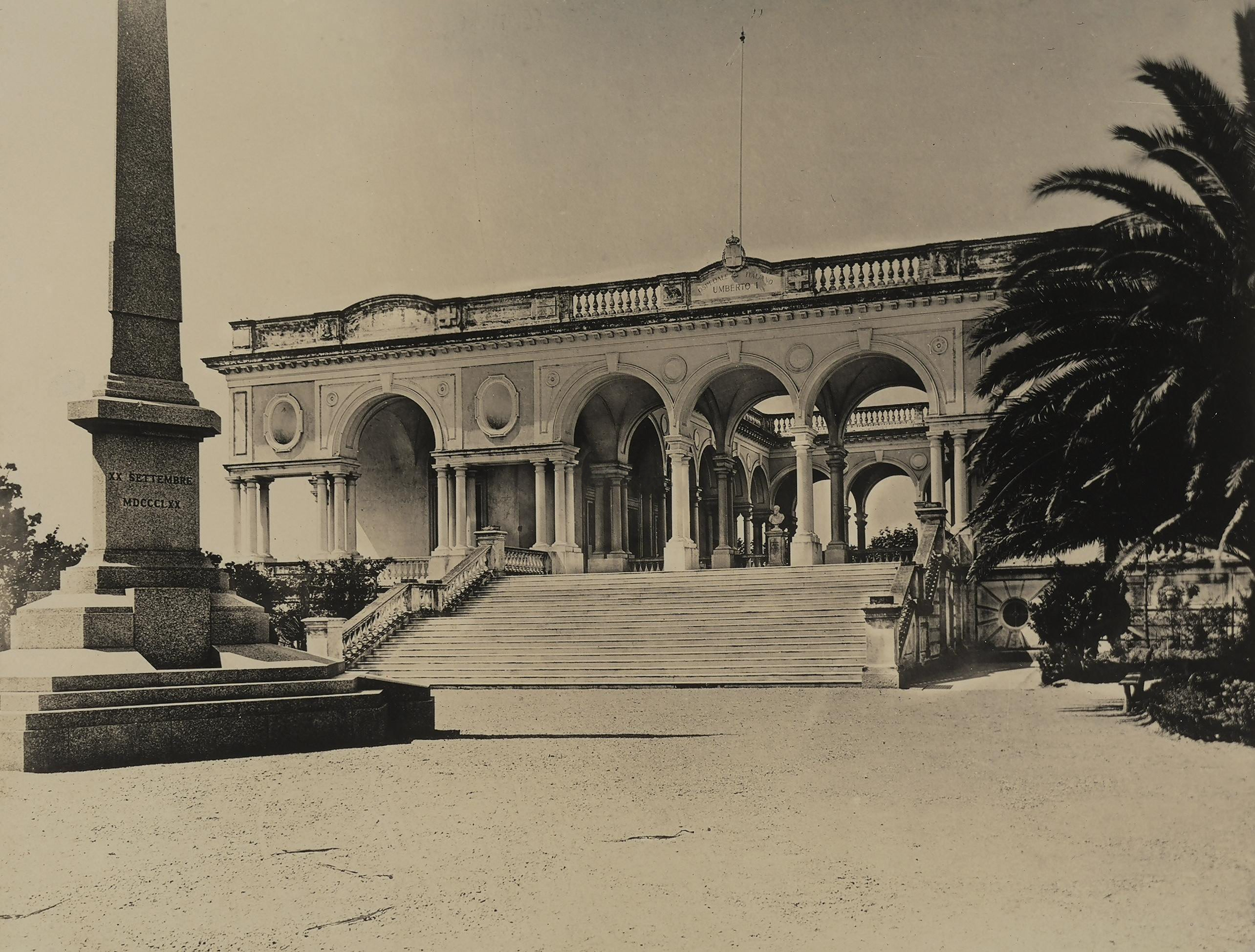
El Hospital Italiano en Montevideo. Sitio donde Batlle pasó sus últimos días.

La salud de Batlle era buena hasta que en sus últimos momentos comenzó a sufrir de dolores abdominales y dificultades urinarias por problemas de próstata. Su médico de cabecera, Américo Ricaldoni, había fallecido el 6 de julio de 1928, por lo que consultó a Luis A. Surraco como urólogo de extendido renombre.
Surraco consideró la necesidad de operarlo , una prostatectomía, pero dada la corpulencia de Batlle consideró necesario antes someterlo a un riguroso régimen de comidas a fin de reducir significativamente su peso. Batlle cumplió con rigor bajando más de 10 kilos. Entonces, cumplido su adelgazamiento, el 18 de noviembre de 1929 Batlle ingresa al Hospital Italiano para ser operado.
El día 20 por la mañana se realizó la primera operación por Surraco, dura sólo 15 minutos. Surraco no encuentra nada de temer y es optimista. Batlle se encuentra en buen estado, sin embargo, al poco tiempo decae y ese mismo día fallece.
A los 73 años, José Batlle y Ordóñez fallece.

### Entierro
El 20 de octubre de 1929, una multitud se concentra frente al Palacio Legislativo para despedirlo. Es velado en el Salón de los Pasos Perdidos donde se le rindieron honores de Estado y luego se le trasladó al Panteón Nacional.

## Legado

### Influencia en el Uruguay

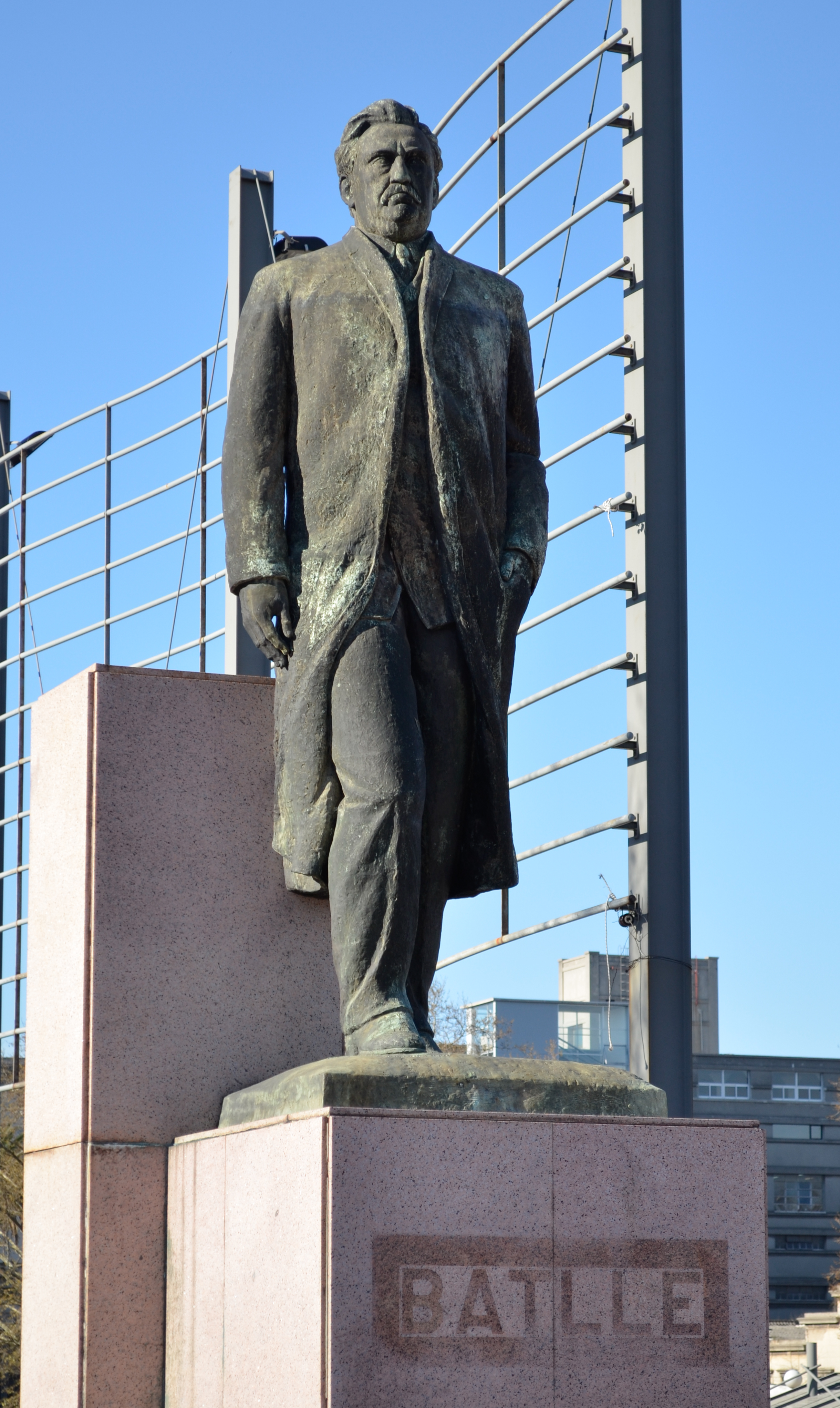
Monumento a Batlle y Ordóñez en Montevideo.

Batlle fue en vida, especialmente durante y después de sus presidencias, una figura política de enorme influencia siempre situada en el centro de atención y de la polémica. A partir de la década 1940 y la de 1950, con el regreso del batllismo a la presidencia con el canario Tomás Berreta y, tras el fallecimiento de Berreta en el cargo, con Luis Batlle Berres, sobrino de Batlle y Ordóñez, se comienza a hablar de la influencia del «batllismo» en la sociedad uruguaya y en el Estado.
Al respecto del llamado «Estado batllista», dice el historiador Gerardo Caetano:

«Hacia fines del siglo XIX el Estado uruguayo ofrecía ya una sólida tradición intervencionista, expresada no solo en el desarrollo de su poder coactivo y administrativo sino también en el cumplimiento de tareas empresariales y arbitrales. El reformismo batllista encontraría y en buena medida consolidaría».

Además, la idea de Batlle de un «colegiado» para el Poder Ejecutivo, hecha pública en 1913, estableció un largo debate de casi medio siglo presente en el panorama político uruguayo. Volviéndose realidad con la Constitución de 1952, para finalmente abandonarse en la última gran reforma constitucional uruguaya en 1967.

«Batlle es comúnmente explicado como alguien "adelantado a su tiempo". Él fue más que un adelantado a su tiempo. Batlle creó su tiempo».

(Frase de Milton I. Vanger en José Batlle y Ordoñez of Uruguay: The Creator of His Times 1902 – 1907).

### Trascendencia política

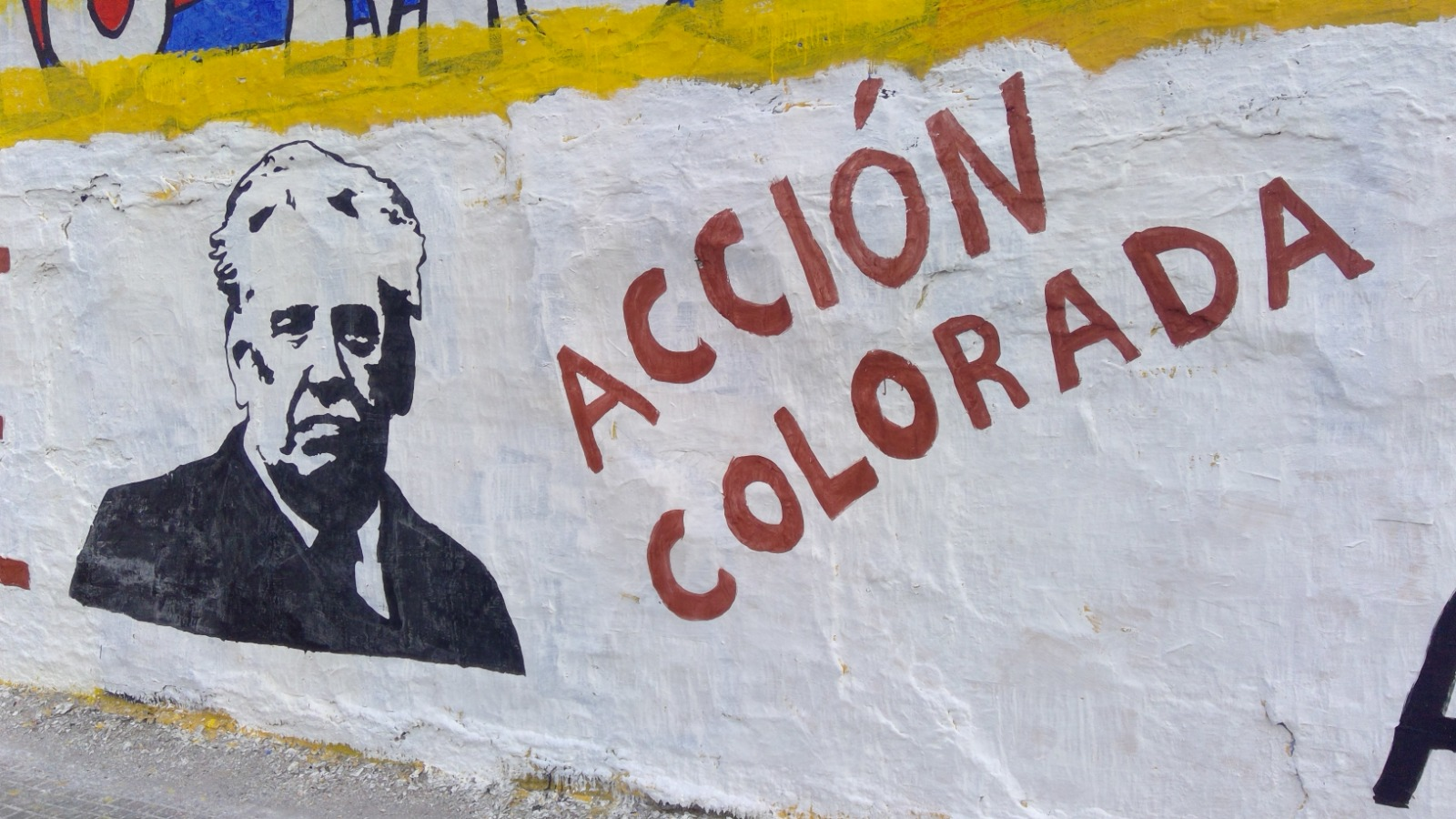
Intervención callejera realizada por una agrupación colorada, recordando a Batlle y Ordóñez.

Batlle, inmortalizado en el imaginario popular por su usual sobretodo de las fotografías,tuvo una enorme influencia política incluso después de su fallecimiento. Su movimiento político, llamado comúnmente como batllismo, cimentó nuevas bases para su partido político, el Partido Colorado, e incluso ha llegado a traspasar las bases orgánicas siendo reivindicado por dirigentes de otras fuerzas políticas.
Innumerables sectores políticos se han denominado como «Batllistas» o bajo el nombre de «Batllismo», tales como Batllistas, Foro Batllista, Propuesta Batllista, Batllismo Abierto, Unión Colorada y Batllista, Batllismo Unido, entre tantos otros.

### En su honor
Varios sitios llevan su nombre:

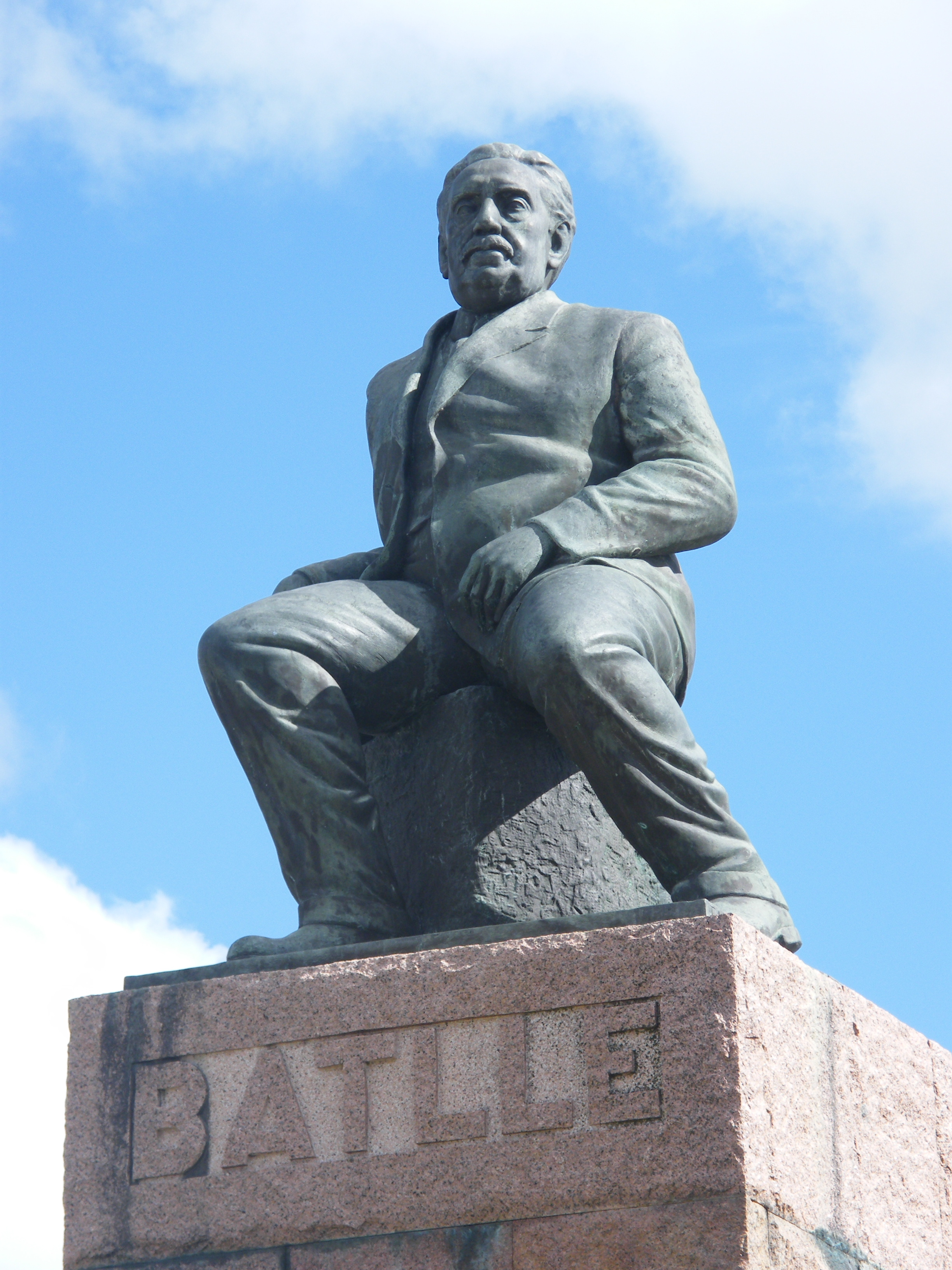
Monumento a Batlle y Ordóñez en el departamento de San José, localidad de La Radial.

- La ciudad de José Batlle y Ordóñez, en el departamento de Lavalleja, Uruguay.
- El parque José Batlle y Ordóñez de Montevideo, Uruguay.
- El bulevar José Batlle y Ordóñez, conocido como «Propios», en Montevideo, Uruguay.
- La avenida presidente Batlle y Ordóñez en la comuna de Ñuñoa, Santiago de Chile.
- La central termoeléctrica José Batlle y Ordóñez en Montevideo, Uruguay.
- El Instituto de Enseñanza Secundaria N°36 IBO (Instituto Batlle y Ordóñez), en la ciudad de Montevideo, Uruguay.
- La calle José Pablo Torcuato Batlle y Ordóñez en Buenos Aires, Argentina.
- La calle Batlle y Ordóñez en Rosario, Argentina.